# Málta történelme
Málta történelme szorosan összefonódott a földközi-tengeri népek, különösen Szicília és Észak-Afrika történetével. A világ legrégebbi templomai, bronzkori kőfejtők, föníciai sírok, római villák emlékeztetnek a sziget régmúltjára. A keresztény, arab, lovagkori és brit örökség pedig a mai máltaiak életét is mélyen meghatározza.
A kőkori, majd bronzkori betelepülőket görögök és föníciaiak követték, akiknek fél évezreden át megfelelő kikötőhelyet nyújtottak a szigetek. Róma a pun háborúk során tett szert Máltára, amely hosszú időre csendes, vidéki kolóniává vált. Az elsők között adott otthont a kereszténységnek, miután 60-ban Pál apostol megtérítette a később szentként tisztelt Publius kormányzót. Európa történelmébe a vandálok megjelenésével kapcsolódott be, majd Bizánc uralma alatt ismét veszített jelentőségéből. 870-ben Észak-Afrika arab megszállói foglalták el, akiket a szicíliai normannok űztek el két évszázaddal később. Ettől kezdve Málta Szicília királyságának része lett mint hűbérbirtok, koronabirtok, végül a johannita lovagok szinte önálló állama. 1565-ben visszaverte a legnagyobb török ostromot is, ez az esemény a nemzeti történelemben betöltött szerepét tekintve Eger ostromának felel meg. A lovagokat 1798-ban Napoléon francia konzul űzte el, és megszállta a szigeteket. A fosztogató franciák elleni lázadáshoz 1800-ban csatlakoztak a britek, akik ezután 160 évre itt maradtak. Málta a földközi-tengeri flotta főhadiszállása lett, és a második világháborúban egyedül igyekezett gátolni a tengelyhatalmak kapcsolatát afrikai birtokaikkal. Innen indult később Olaszország felszabadítása is. A háború után a politika került előtérbe, ami 1964-ben Málta függetlenségéhez vezetett. Az ország 1974 óta köztársaság, és a brit hadiipartól való függetlenség jegyében mára nagyrészt turizmusra rendezkedett be.

## Prehisztorikus kor (Kr. e. 700-ig)

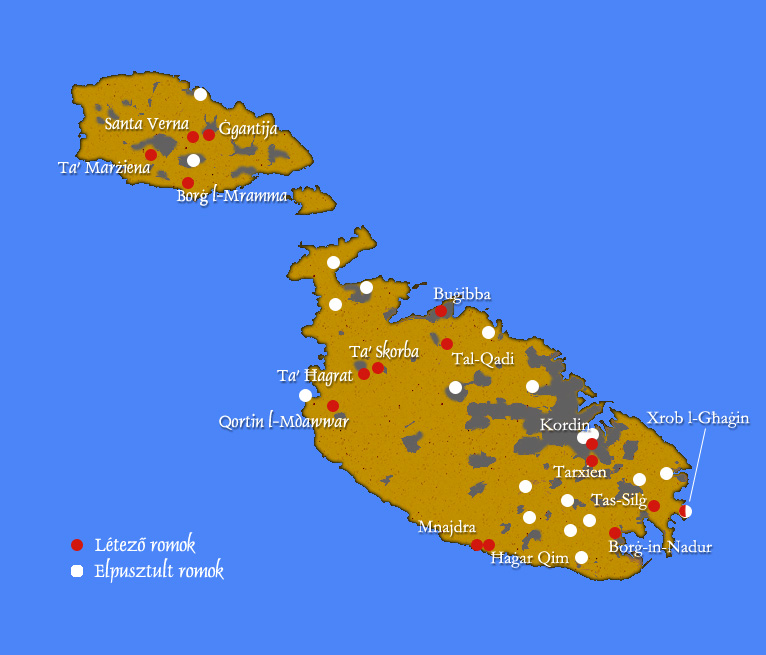
A kőkori templomok elhelyezkedése Máltán

Málta szigeteinek tömbje mintegy 15-5 millió éve emelkedett ki a szicíliai szárazföld déli nyúlványaként. Többször létesült kapcsolat a szigetek és az európai szárazföld között, míg végül mintegy 10–15 000 éve, a Würm-glaciális gleccsereinek olvadását követő tengerszint-növekedés hatására, eltűnt a szigeteket összekötő földhíd, és Málta a Földközi-tenger egy szigetcsoportja lett.
Első lakosai valószínűleg a Stentinello-kultúra tagjai voltak, és Kr. e. 5200 körül érkezhettek Szicíliából. Állatokat, vetőmagokat hoztak magukkal, és az akkor még sokkal dúsabb növényzetű és több vízzel rendelkező szigeteken könnyen megtelepedtek, a kapcsolat azonban fennmaradt a tengerentúli közösségekkel, mivel a Lipari-szigetekről és Pantelleria szigetéről kellett obszidiánt beszerezniük. Barlangokban éltek (il-Mixta Għarbban vagy Għar Dalam Dél-Maltán). Az első, Għar Dalam-fázis cseréptöredékei nagyon hasonlítanak a szicíliai neolitikus töredékekre. A korai telepesek kis, agyagból és ágakból épült kunyhókból álló telepeken éltek, nincs adat nagyobb falvakról. Ekkor még valószínűleg eleget pihentették a földet: kiirtották az eredeti növényzetet, és beültették a területet, ám néhány év után egy időre pihenni hagyták. Ez egy ideig engedte regenerálódni a természetes növényzetet, ám Málta jellemző fafajtái a földművelés terjedésével párhuzamosan eltűntek.

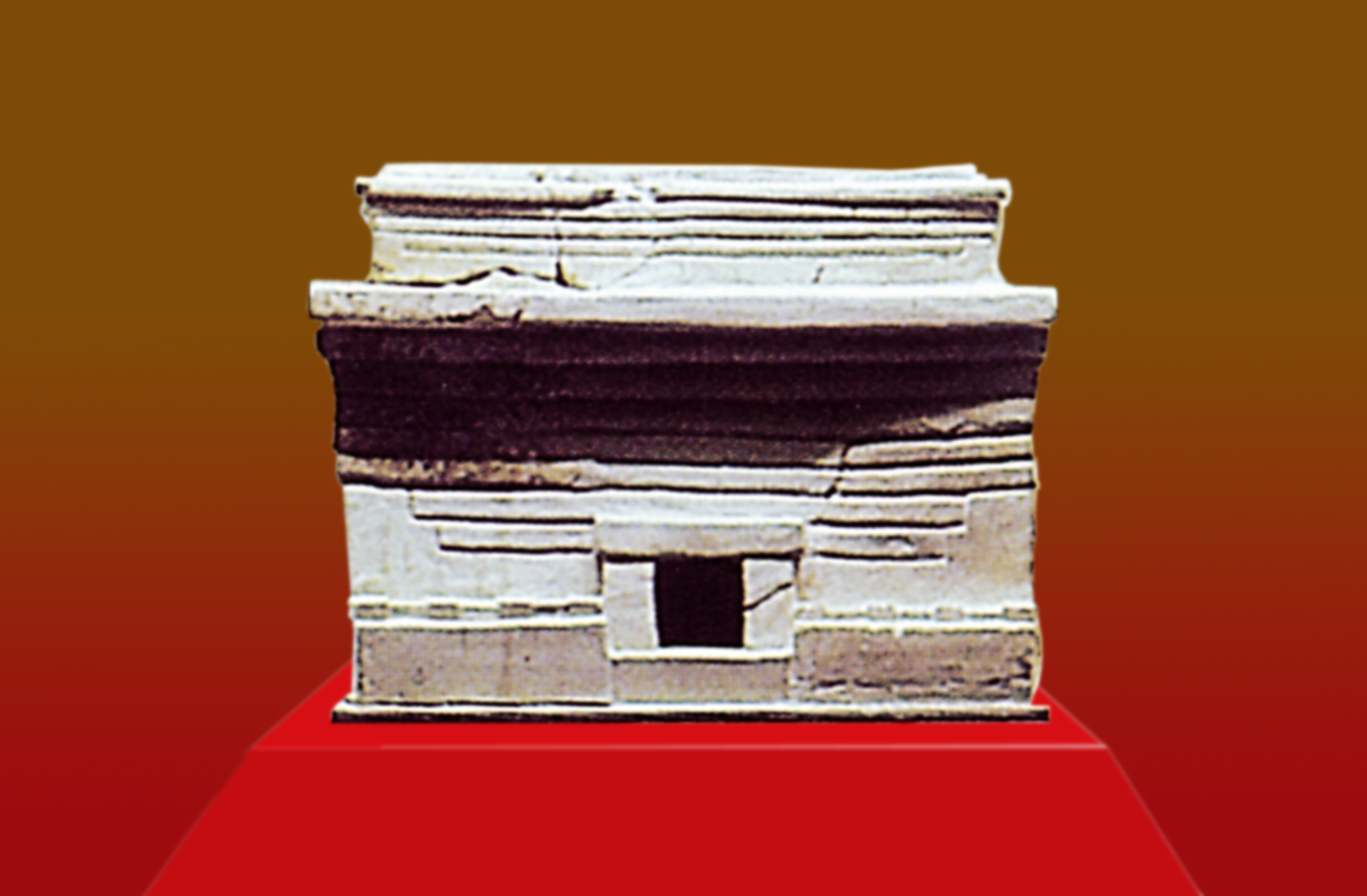
A Tarxien-templomban talált modell

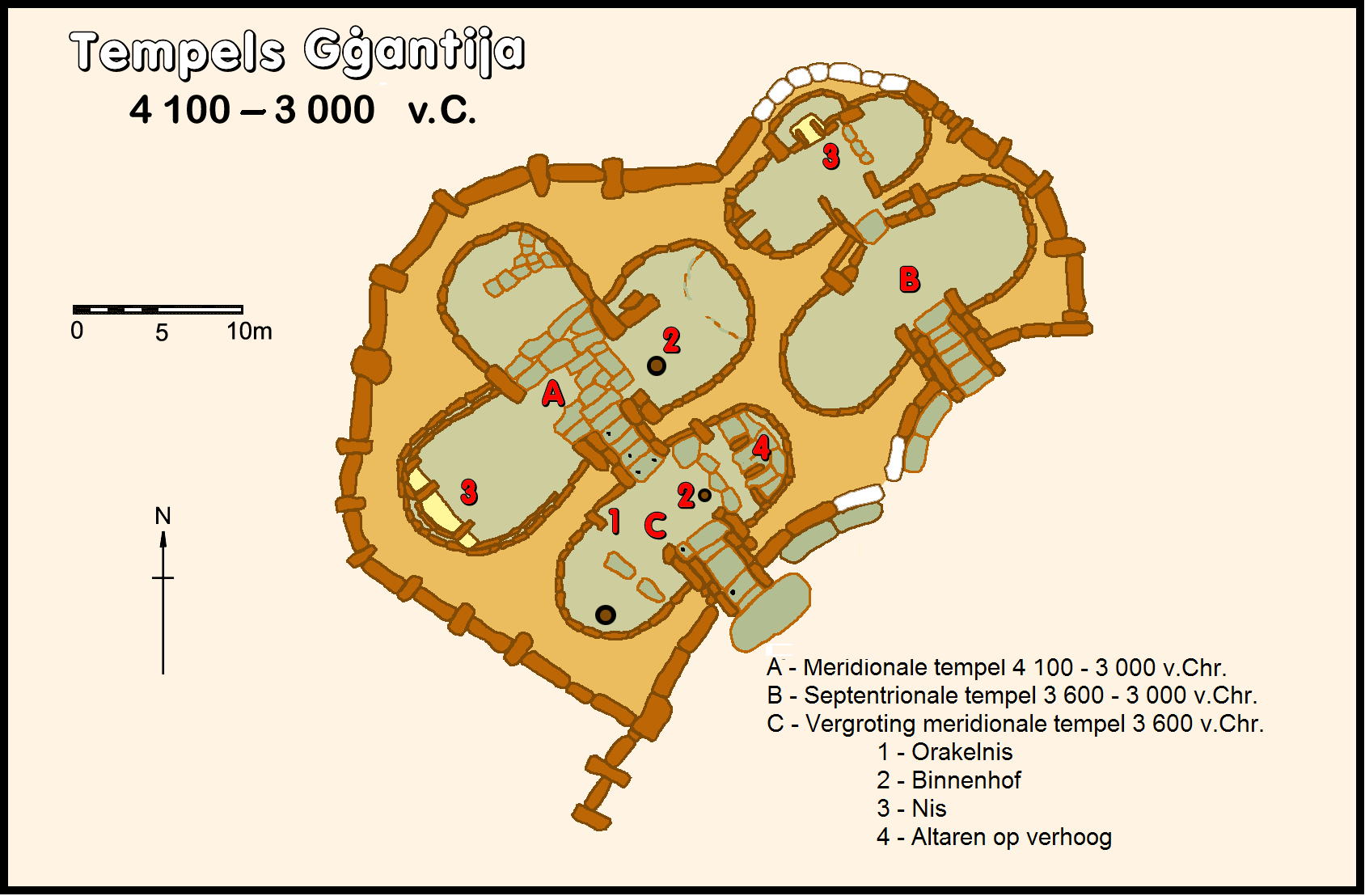
A Ġgantija alaprajza

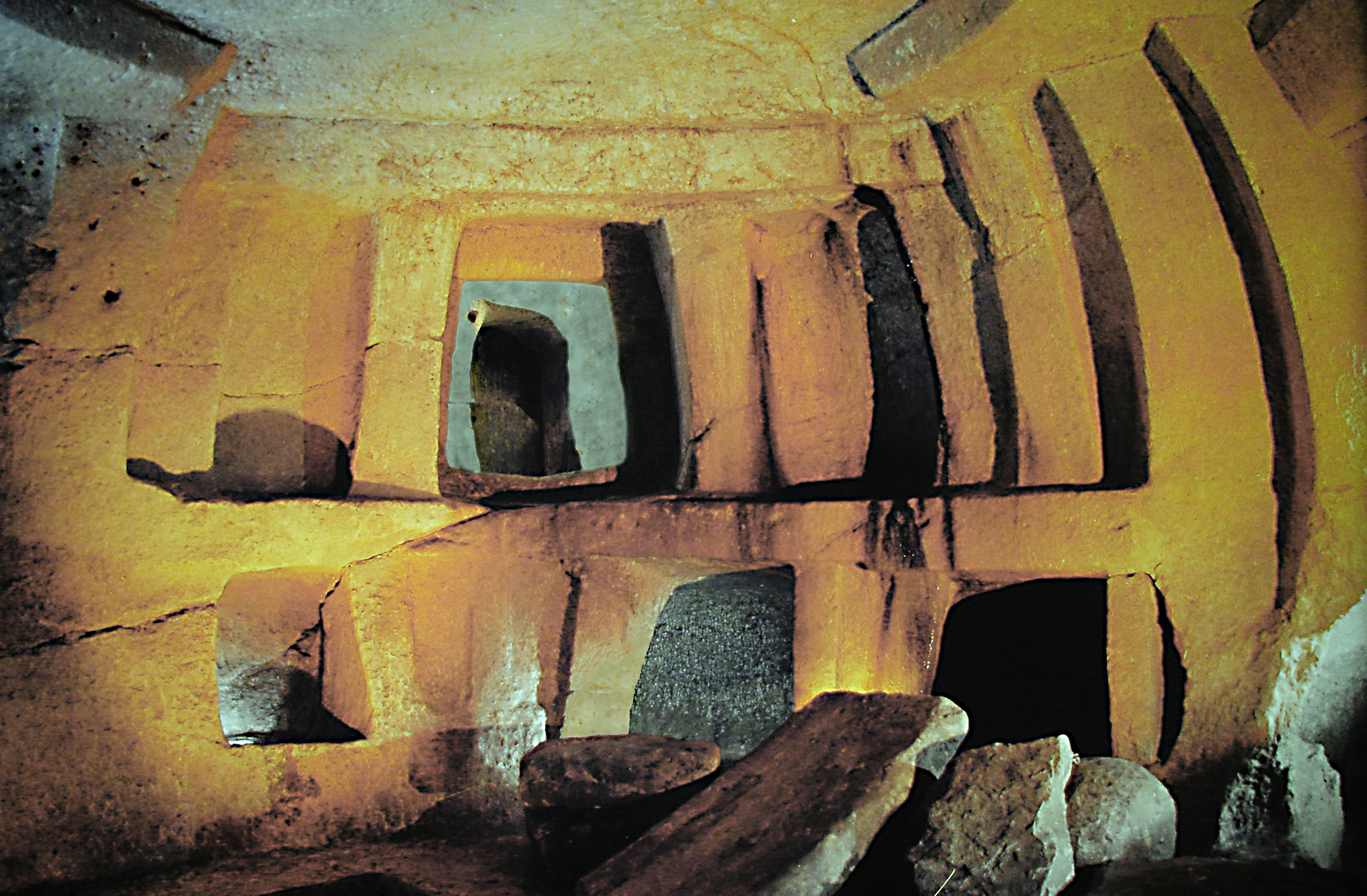
A Ħal Saflieni-i hipogeum

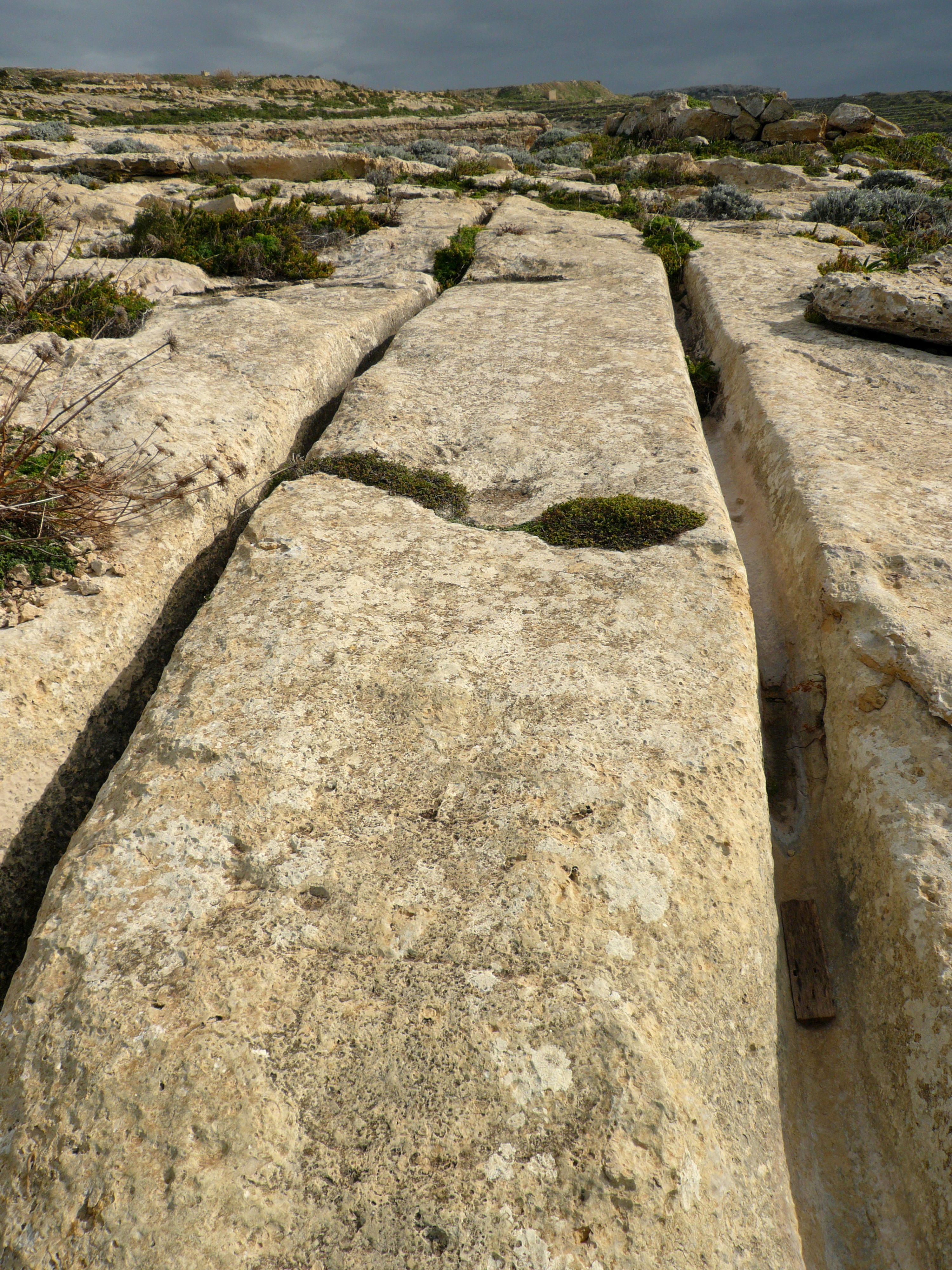
Az ún. keréknyomok Dwejránál

A Kr. e. 4100–4000 körüli leletekben változás tapasztalható. Vagy újabb betelepülők érkeztek, akik új elképzeléseket hoztak magukkal, vagy a helyi fejlődés jutott magasabb szintre. Ennek első nyomai a Żebbuġ környékén található ovális, föld alatti sírok (Żebbuġ-szakasz), amelyekből a későbbi korok nagy föld alatti együttesei kialakultak. Ezek még csak sekély mélyedések, ám a későbbi Mġarr-szakaszból már komolyabb építményeket is ismerünk: Xemxija mellett található néhány sír, amelyek láthatóan már komoly munkával épültek. Ezeknél jelent meg elsőként a jellegzetes vese alakú alaprajz. Később a föld feletti épületeknél is hasonló alaprajzokat használtak. Ez a lendületes kulturális fejlődés fél évezredig tartott, és a technológia fejlődése jelzi, hogy a társadalomban végbemehetett a hierarchia kialakulása.
Kr. e. 3600 körül a Ġgantija építésével megkezdődött a templomépítők avagy a templomok kora. Ezek az építkezések arra utalnak, hogy békés, jól szervezett társadalomban éltek. A kezdeti háromívű alaprajzot később komoly rendszerré fejlesztették, máig meglepő technikai megoldásokkal dolgoztak, kőlyukasztásos díszítési módjuk és szobrászatuk pedig valódi műalkotásokat eredményezett. Máig sem tudni pontosan, hogy primitív eszközeikkel hogyan tudták a soktonnás kőtömböket nem csak a helyükre szállítani, de olyan pontosan levágni és illeszteni, hogy az még a modern korban is elfogadható lenne. Az első templomok (Ġgantija-szakasz), mint a Ġgantija vagy Ta' Ħaġrat, még nyers, formázatlan kőtömbökből épültek, amelyeket díszítettek. A későbbiek (Tarxien-szakasz, kb. 3100-tól), például a Tarxien vagy a Ħaġar Qim azonban már méretre vágott, faragott kőtömbökből állnak. Külön érdekesség a föld alatti áldozati és temetkezési építmények közül legjobb állapotban fennmaradt Ħal Saflieni-i hipogeum, amelyet Kr. e. 3700 és 3000 között használhattak.
A templomokban a termékenység, az élet és az újjászületés kultuszára utaló jeleket találtak: a széles csípőjű nőszobrok egész Európából ismertek, legszebb fennmaradt példájuk Máltán a Tarxien-templom hatalmas szobortöredéke, amelyet ma a vallettai Nemzeti Régészeti Múzeum őriz. Az építményeket nem használták temetkezési helyül vagy emberáldozatok helyszínéül, bár a templomok nagyobb részének a kelő vagy lenyugvó Naphoz való tájolása azt jelzi, hogy kultuszukban jelentős szerepet kapott az újjászületés gondolata.
Hosszas hanyatlás után – a lakosság már feltehetően a templomok kora idején elérte a szigetek eltartóképességének határát – Kr. e. 2500–2300 körül a templomépítők kora hirtelen véget ért. Több elmélet született e kultúra nyomtalan eltűnéséről, mint egy járvány kitörése, pestis, szárazság, elvándorlás, ám eddig egyik sem bizonyult meggyőzőbbnek a túlnépesedésnél. Málta következő lakói (Tarxieni temető-szakasz) bronzkori bevándorlók voltak Szicília, Itália déli része és Görögország felől. Ezek a bevándorlók azonban feltehetően semmiben nem tűntek ki a környező népek közül. Nincs nyoma kiugró jólétnek vagy fejlettségnek, és valószínűleg a szigetek népessége is elmaradt a templomok korában tapasztalttól.
Kr. e. 1450 körül aztán újabb bevándorlók érkeztek (Borġ in-Nadur-szakasz), valószínűleg Szicíliából. A korszak az egyik leggazdagabb lelőhelyről, a Marsaxlokk melletti telepről kapta a nevét. Ez a népcsoport nagyban különbözött elődeitől: harcosok voltak bronzfegyverekkel, építkezéseik erődített településeikre korlátozódtak, és elégették a halottaikat. A szigetek meghódításakor közösségeikbe integrálták a korábbi lakókat is. Erre az időre, Kr. e. 1500 körülre datálható az első erődített település, a mai Victoria helyén. Nem világos azonban, hogy a háborúk nyomai külső támadók elleni védekezésből származnak-e, vagy a szigeteken belül jött létre több közösség, amelyek egymás ellen háborúztak. A következő, Baħrija-szakasz Kr. e. 900 körül kezdődött, és az új népcsoport egymás mellett élt a korábbi lakossággal, de viszonyuk nem tisztázott.
A máltai bronzkor leletanyaga meglehetősen szegényes a korábbi templomépítő korszakéhoz képest. A háborúk miatt a mezőgazdaság hatékonysága visszaeshetett, így a szigetek kevesebb lakost tudtak eltartani. Kérdés az is, hogy a szigetekre behozott bronzért milyen helyi termékkel fizettek, ez sokat elárulna Málta gazdaságáról. Egyes feltételezések szerint cserépedényeket vagy vászonárukat exportáltak.
Málta őskori emlékei közül az úgynevezett keréknyomok a legtitokzatosabbak. Ezek a két nagy szigeten fennmaradt, sziklába mélyedő vágatok néhány tíz centiméter mélyek, ám hosszú kilométereken át kanyarognak hegytetők és völgyek között, egyértelműen a bronzkori telepekhez kötődve. A leghosszabb 18 kilométeren át követhető. Mibenlétükre szintén nincs egységesen elfogadott magyarázat. Egyértelműen szállítási útvonalaknak tűnnek, helyenként azonban olyan szűk kanyarokat írnak le, hogy egyesek kizárták, hogy kocsiktól származnának. A ma elfogadott álláspont szerint valamiféle szállítóeszköz nyomai, ám ennek formájáról és működéséről csak feltételezések ismertek. Az egyik elképzelés szerint mesterségesen vájták őket, majd a közlekedő kocsik mélyítették tovább. A mélyedések nyomtávolsága azonban nem állandó, ez kerekes kocsik használata ellen szól. Inkább hosszanti rúdjai elejével a vonóállat hátára támaszkodó, hátuljával a földön csúszó szánféle vájhatta őket. Bár egy ilyen eszköz mozgása megkarcolni sem volna képes a kemény korallmészkövet, az csak a levegőn szilárdul meg, tehát a bronzkorban, amikor még talaj borította, az első szán mély nyomot hagyhatott benne, amelyet a többi tovább mélyített. A nyomok közt akkor még meglévő föld lehet az oka, hogy a vontató állatok nyomai eltűntek. Amikor egy vájat túl mély lett a szánok számára, egyszerűen mellette haladtak, ez magyarázhatja a sok párhuzamosan futó vájatot. A legújabb kutatások annak fényében vizsgálták a keréknyomokat, hogy a legtöbbnek láthatóan köze van a szigetek kőfejtőihez.

## Föníciai, görög és római megszállás (Kr. e. 700 – Kr. u. 870)

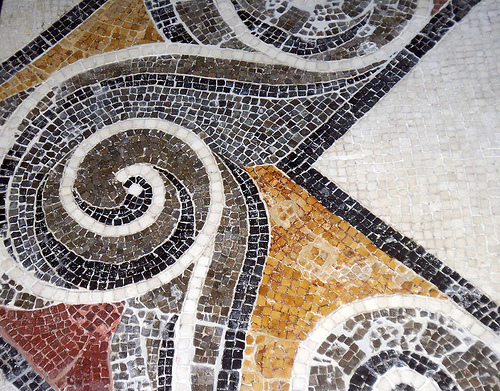
Római mozaik

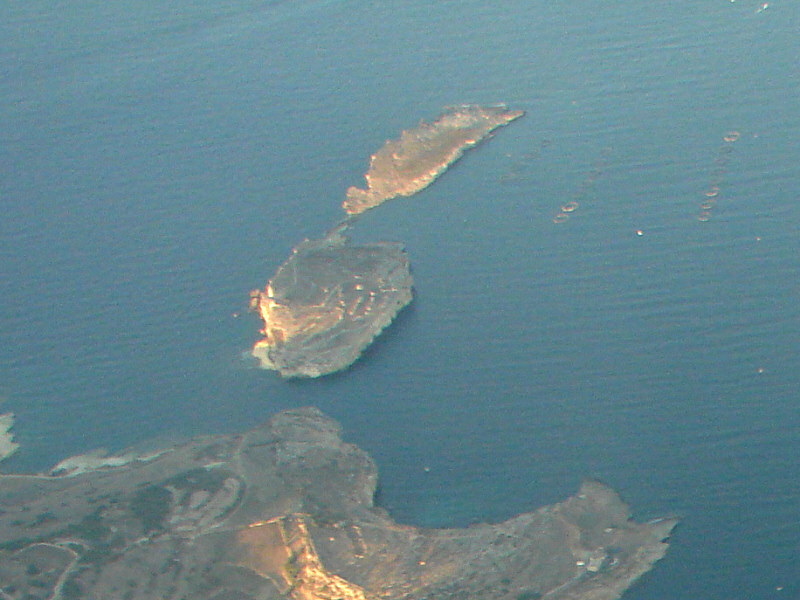
A Szent Pál-sziget, a hagyomány szerint Pál apostol hajótörésének helye

A mai Libanon területéről elvándorolt föníciai hajósok kezdetben kikötőnek, átrakodóhelynek használták a sziget keleti részét. A kolonizáció első biztos nyomai Kr. e. 700 körülről származnak. A két sziget központját a mai Mdina-Rabat és Gozón Rabat helyén építették ki. A föníciai kor legfontosabb lelőhelye a keleti parthoz közeli Tas-Silġ. A kor élénk tengeri kereskedelmének bizonyítéka a 2011-ben innen előkerült achát-ékszertöredék, amely az ékírással belevésett szöveg tanúsága szerint a mezopotámiai Nippur városából származik. A nagy sziget neve ekkor Malet lett. Kr. e. 550 körül eredeti otthonukat idegenek foglalták el, ezzel megnőtt a karthágói kolónia jelentősége; Malet is karthágói uralom alá került. Néhány lelet alapján úgy tűnik, hogy bár Karthágó és a nyugaton kolóniákat alapító görögök viszonya sokszor ellenséges volt, itt békében voltak egymással. A föníciai kultúra annyira erősen élt a szigeteken, hogy nem mutatható ki jelentősebb görög befolyás, ám a környező területekkel ellentétben a hatás itt nem csak kulturális volt: a mai máltaiak genetikailag is rokonságot mutatnak a föníciaiakkal.
Róma már az első pun háborúban megtámadta Máltát, amely akkor a karthágói flotta egyik bázisa volt. Kr. e. 257-ben Caius Atilius Regulus consul kifosztotta a szigeteket, de mivel nem szállta meg őket, Karthágó uralma folytatódott. A második pun háború kezdetén, Kr. e. 218-ban aztán két római legio Tiberius Sempronius Longus consul vezetésével megrohanta a Gisgo fia Hamilcar vezette karthágóiakat, akik megadták magukat a tízszeres túlerőnek. Malet így Róma Sicilia provinciájának része lett. Melita lakóit a második pun háborúban tanúsított hűségük miatt a rómaiak szövetségeseknek tekintették, nem meghódítottaknak, így megtarthatták törvényeiket, pénzt verhettek (valószínűleg 211-től), és képviselőket küldhettek Rómába. Ám a szigeteket a jelek szerint nem sikerült teljesen romanizálni: jóval Karthágó elpusztítása után is föníciai stílusú edények készültek a falvakban, és Diodórosz másfél évszázaddal elfoglalása után is föníciai kolóniaként írta le Melitát. Még Az apostolok cselekedetei (1. század) is barbaroiként utal a helyiekre, ami azt jelentette, hogy nem beszéltek sem latinul, sem görögül.
Melita városából kevés emlék maradt fenn, Gaudosról szinte semmi. Számos helyről kerültek elő villák romjai, Għajn Tuffieħa környékén egy a hozzá tartozó fürdővel együtt, amik nagy jólétről tanúskodnak. Valószínűleg olíva- és gabonatermesztéssel foglalkoztak itt. Marsa környékéről kikötőre utaló maradványok kerültek elő, itt állhatott egy kikötőváros is. Egy másik későbbi leírásból (Cicero) tudjuk, hogy Melitán számos luxuscikket termeltek, például ismert volt a textilkészítéséről. A római idők másik emléke a nagy számban fennmaradt korai keresztény és zsidó katakomba, főként Rabat környékén. Ezek nagy része az 1–4. századból származik, temetőnek, illetve templomnak használták őket. Bizánci kori leírásokból tudjuk, hogy még az arab hódítás előtt is álltak római épületek Melita utcáin.
Idősebb Plinius szerint Augustus császár uralmától kezdve a két település stipendiumot fizetett, vagyis állandó összegű adót – szemben a többséggel, amelyek bevételeik bizonyos százalékát fizették. 60-ban Pál apostol hajótörést szenvedett a szigeten (feltehetően a későbbi Szent Pál-öböl környékén), és három hónapos tartózkodása alatt sokakat megtérített. A sziget akkor megtért kormányzóját, Publiust a katolikus egyház ma szentként tiszteli. A kereszténység ettől kezdve gyakorlatilag töretlenül jelen van Máltán.
Hadrianus császár uralma alatt mindkét sziget municipiumi rangot kapott. 395-ben a Birodalom felosztásakor Melita a Nyugatrómai Birodalomhoz került, ám egyházilag kelethez, Thesszaloniké patriarkátusához tartozott. Az összeomló birodalom peremén fekvő szigetek hamar kicsúsztak Róma kezéből, egy évszázadig germán népek, a vandálok (455–493), majd az osztrogótok uralták. 535-ben Flavius Belisarius keletrómai tábornok az osztrogót háború egyik első hadművelete során elfoglalta a szigetcsoportot. Málta bizánci időszakáról szinte semmit nem tudunk. Az összes fellelhető bizánci emlék néhány romra, sírra és pénzérmére korlátozódik, ezeket délkeleten, Tas-Silġ környékén találták. Írott emlékek alapján úgy tűnik, Málta görög egyháza az észak-afrikai egyházhoz tartozott, majd az arabok előrenyomulása következtében Szicíliához került. Málta sokáig a konstantinápolyi száműzöttek egyik letelepedési helye is volt.

## Középkor (870–1530)

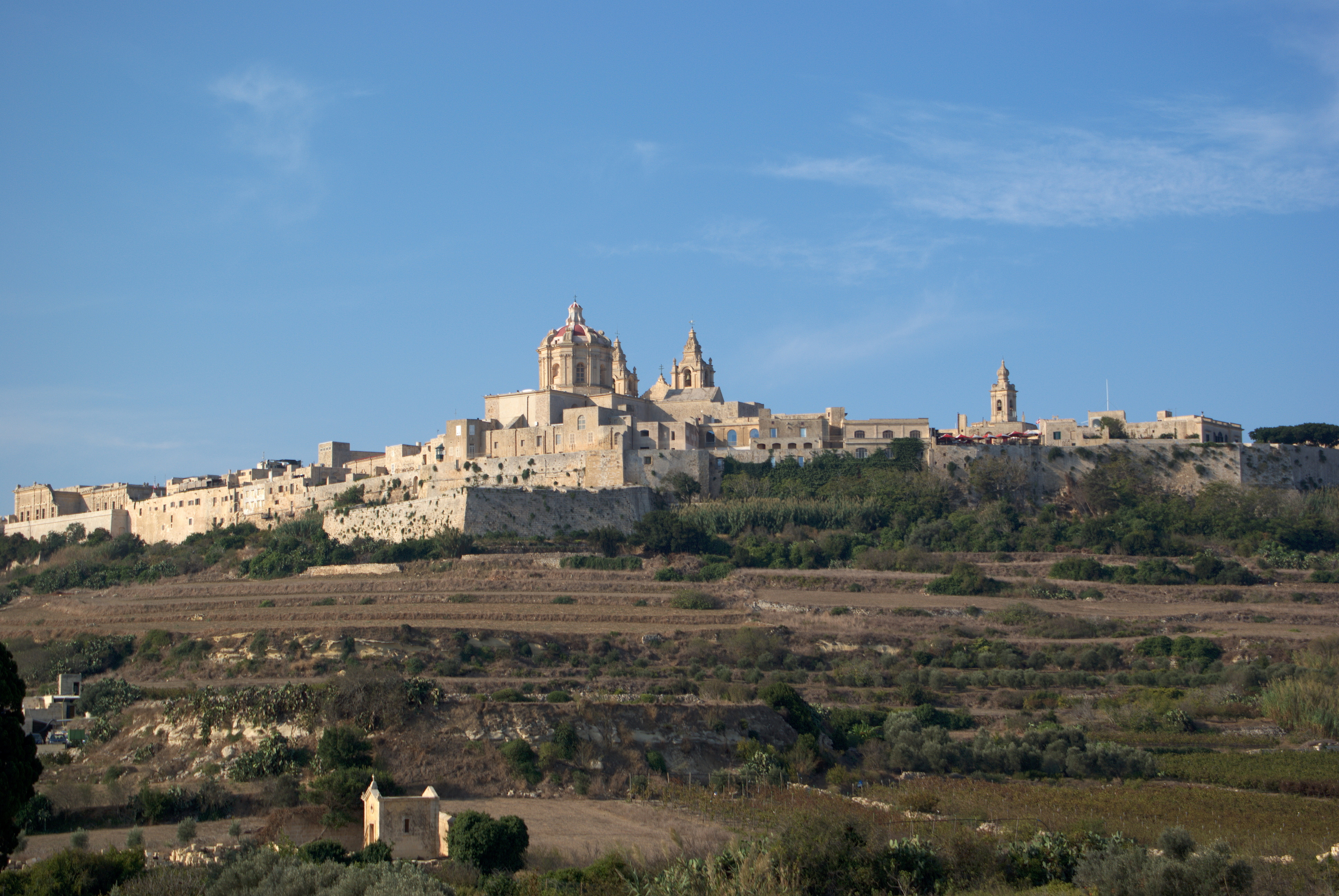
Mdina (később Notabile)

870-ben az észak felé terjeszkedő Aglabidák Szicília elfoglalásakor elűzték a bizánciakat, a püspököt bebörtönözték. Uralmuk alatt jelentős arab népesség költözött a szigetekre, akik nagyban megváltoztatták a sziget arculatát. Megerősítették a római várost, amelynek területét lecsökkentették, és Medinának nevezték el, előterében pedig létrejött Rabat, az előváros. Gozón szintén Medina (a Citadella), később körülötte Rabat (a mai város) volt a sziget központja. 909-ben a Fátimidák vették át az uralmat. Egyes források azonban azt állítják, hogy az arab hódítást követően a szigetek – máshol csak Melita városa – egészen a 11. század közepéig lakatlanok maradtak. 1048-ban a szigetek sikerrel álltak ellen egy bizánci támadásnak, hála az arab emir döntésének, aki az addig alávetett keresztény lakosságot felszabadította azzal a feltétellel, hogy támadás esetén részt vesznek a védekezésben.
Az arabok ittléte alatt Málta virágzásnak indult. Fontos kereskedelmi központ volt, a mezőgazdaság jelentős fejlődésen ment át (ekkor hozták be a gyapotot és a citrusféléket, fejlesztették a vízelosztást, megjelentek a szélmalmok és az esővizet megakasztó kőfalak a földeken). Megjelent a senija, egy állatokkal hajtott vízemelő szerkezet is. Egy rövid arab leírás gazdagnak mutatja Malitah földjét. A száraz vidékekről érkező arabok számára azonban a sziget vonzóbb lehetett, mint az európaiak számára. Idríszí földrajztudós (11. század) legelőkről, nyájakról, gyümölcsökről és mézről számol be a szigetekkel kapcsolatban. Úgy tűnik, hogy ekkor sem lehetett nagyszámú a szigetek népessége.

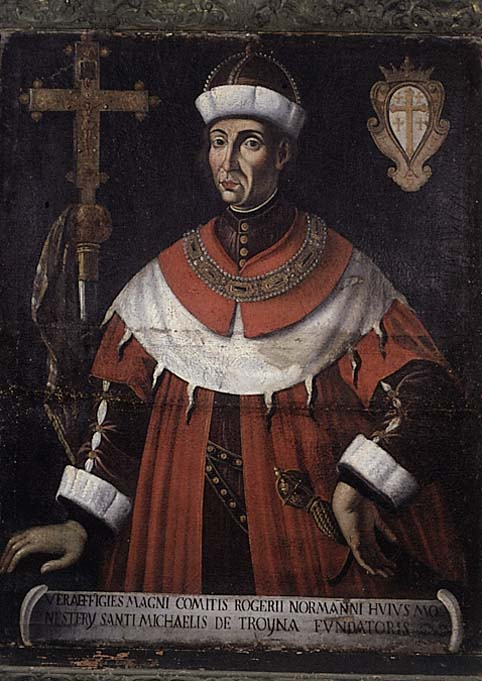
I. Roger, Szicília grófja

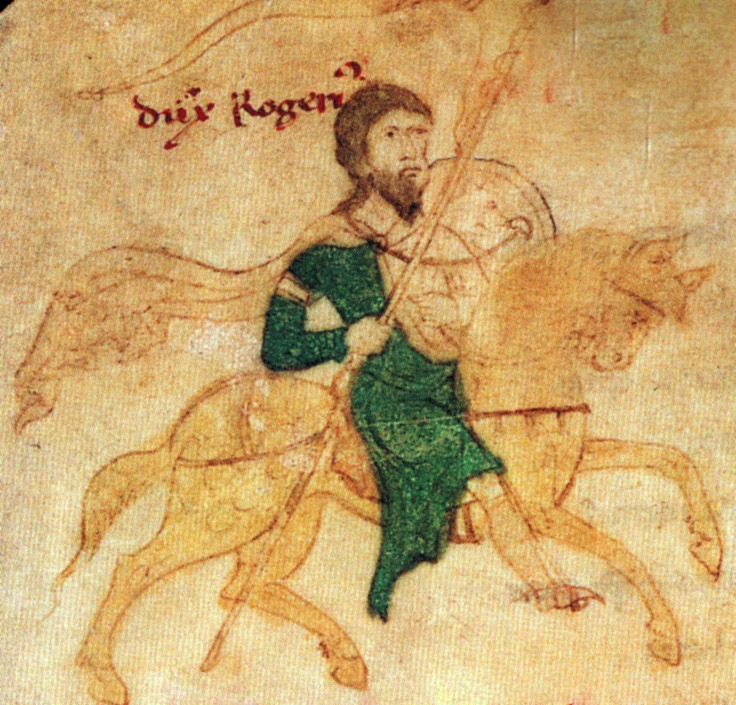
II. Roger király Petrus de Ebulo Liber ad honorem Augusti című könyvéből, 1196

A kereszténységet felváltotta az iszlám, a megmaradt keresztényekre különadókat vetettek ki. A mai helynevek jelentős része is arab eredetű, a korábbi elnevezésekből csak Malta és Għawdex (Gozo) nevének latin eredete áll vitán felül. Ennek okát sokan abban látják, hogy az arabok ideérkezésekor a helyiek még mindig a föníciai egy változatát, tehát sémi nyelvet beszéltek; azonban semmilyen filológiai bizonyíték nincs arra, hogy a mai máltai nyelv föníciai eredetű lenne, nyelvészetileg sokkal valószínűbbnek tűnik, hogy alapja a szicíliai arab nyelv, melybe a helyi sémi nyelvváltozat maradványa beleolvadhatott.
1090-ben a normann I. Roger szicíliai gróf elfoglalta Máltát az araboktól. Ez azonban 1127-ig csak névleges hatalmat jelentett, az éves adó megfizetésének kötelezettsége mellett a szigetek igazgatása valójában arab kézben maradt. Az arab lakosság sem menekült el, nem ölték meg őket. 1127-ben aztán II. Roger szicíliai király egy lázadás után állandó normann közigazgatást vezetett be, és a keresztény közösség lassan újra növekedésnek indult. A muszlim arabok egy része is áttért, nagyobb részüket pedig a lázadókkal együtt kitelepítették, bár 1157-ben a látogatóba érkező strassburgi püspök megállapította, hogy a szigeteket muszlimok lakják. 1144-ben már a normannoknak kellett szembenézniük a még mindig Málta visszafoglalásáért küzdő Bizánccal. 1156-ban megszervezték a katolikus egyházat a szigeteken, a létrejött püspökség (első hiteles említése 1168-ból származik) a palermói érsekség egyházmegyéje lett. 1191-ben Tankréd szicíliai király admirálisát, a brindisi Margaritust kinevezte Málta első grófjává. Málta népességének összetétele jelentős változásokon ment át ebben az időszakban.
1224-ben az itáliai Celano városának teljes lakosságát Máltára telepítették. II. Frigyes uralmától kezdve pontos népességi adatok is fennmaradtak a szigetekről. Csak ezekben az években kezdte a nyugati kultúra átvenni a vezető szerepet Máltán, bár egy 1241-es felmérés szerint a muszlimok még ekkor is többségben voltak. Ekkoriban Mdina volt a sziget központja, amelyet a Nagy Kikötő félszigetén épült Castrum maris (a mai Fort St. Angelo) egészített ki. Gozón szintén egy erősség volt, a Citadella. A lakók földművelésből éltek, elterjedt volt a rabszolgaság. 1241-ben a szigetek lakossága 1119 család volt, ez nagyjából 5000 főt jelent.
| Családok | Keresztény | Muszlim | Zsidó | Összesen |
| -------- | ---------- | ------- | ----- | -------- |
| Malta    | 47         | 681     | 25    | 753      |
| Gozo     | 203        | 155     | 8     | 366      |
| Összesen | 250        | 836     | 33    | 1119     |

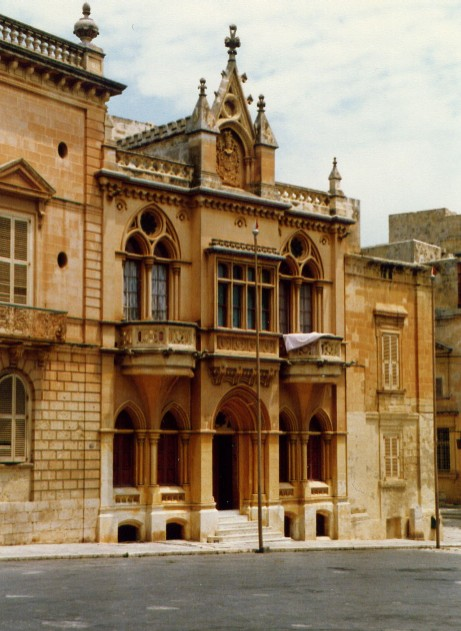
Palota Mdinában

1266-ban az Anjou-ház örökölte meg Nápoly és Szicília közös királyságát, ám nagyon magas adókat vetettek ki, és Málta lakói nem érezhették biztonságban magukat: a Genovai Köztársaság elleni háborúban 1275-ben Gozót is kifosztották. Az elégedetlenség miatt kitört 1282-es szicíliai vecsernye után Szicília az aragóniai Barcelonai-ház uralma alatt ismét függetlenné vált. Málta a következő évben – talán az aragóniai blokád hatására is – követte a példát. III. Péter aragóniai király emberei a fellázadt máltaiakkal együtt ostrom alá vették a Castrum marisba menekült 150 franciát. Ruggiero di Lauria admirális a Grand Harbourban vívott első csatában győzelmet aratott a francia flotta fölött, ám az ostrom a következő évig húzódott. 1284-ben sikerült kiűzni a francia megszállókat. Egy forrás szerint az Anjouknak (ekkor már Nápoly királyaiként) 1287-ben sikerült még egyszer visszafoglalniuk, ám a későbbi okiratok ismét Szicíliához kapcsolják.
A szigetek hűbérbirtokként sokáig magánkézben voltak, csupán két ízben (1350–1357 és 1397–1420) kerültek vissza a koronához. Ekkor a szigeteket a capitano della verga (máltaiul hakim, kapitány) irányította, aki bíró és a milícia (id-Dejma) parancsnoka is volt egyben. 1350-ben Diar el Bniet földje hűbérbirtokként Francesco Gattóé lett, ez Málta legrégibb ma is létező nemesi címe. A következő száz évben több szerzetesrend is megtelepedett Máltán (ferencesek: 1372, ágostonrendiek: Rabat, 1413, domonkosok, karmeliták: 15. század közepe). Rengeteg templom épült, a 15. század közepén 20 000 lakosra 400 templom jutott (50 főnként egy templom).
1397-ben a zsarnok hűbérurak miatt a máltaiak kérték I. Márton szicíliai királyt, hogy a szigeteket csatolja a koronabirtokhoz. A király beleegyezett, és létrehozta az Universitàt (vagy Consiglio Popolare), egyfajta helyi kormányzatot, amelynek tagjait helyben választották, és amely a helyi ügyekért felelt – a szicíliai kormányzó jóváhagyása után. Az 1410-es években említik először a helyiekből verbuvált milíciát, amely – lévén hogy katonaság csak Mdina és Castello a Mare váraiban volt – a partok és a vidék őrzését látta el. A mezőgazdaság is átalakult: a korábbi gabonakivitel helyett luxuscikkeket, gyapotot és köményt termesztettek, amelyek exportjából a szükséges élelmiszer-behozatal költségét fedezni lehetett. A gyapottermesztés átalakította a vidék képét is: hatalmas termőföldek váltották fel a legelőket, és a korábban szétszórtan elhelyezkedő, alig néhány család által lakott tanyák kereskedelmi és biztonsági okokból átadták helyüket a felduzzadó falvaknak. A Szicíliából és Aragóniából betelepülő előkelők lassan uralkodó kasztot alkottak a szigeten. Ekkor alakult ki az ellentét a latin nyelvű elit és a máltaiul beszélő helyiek között, amely egészen a 20. századi nyelvkérdésig ellentéteket szült az országban.
1420-ban Don Gonsalvo Monroy kapta meg a szigeteket. 1425-ben lázadás tört ki ellene, ő pedig a szicíliai udvarban kemény megtorlást követelt. Málta követei felajánlották, hogy kifizetik a grófnak a Málta birtokáért adott 30 000 forintot, egyúttal kérték Alfonz királyt, vegye a szigeteket a koronabirtokok közé. Monroy beleegyezett a feltételekbe, ám a tárgyalások közben meghalt, az összegyűlt 10 000 forint harmadát adva csak örököseinek, harmadát visszajuttatta Málta népének, harmadát pedig a máltai erődítmények megerősítésére szánta. A király, hálából máltai alattvalói hűségéért, Mdina (vagyis Malta) városának a Città Notabile nevet adta. Ennek ellenére csak a helyiek jogait rögzítő Magna Charta Libertatis kiadása után (1427. január 3.) fogadták el az aragóniai uralmat. 1429-ben az Észak-Afrikát végigdúló berberek sikertelenül próbálták meghódítani Máltát, ám a támadás mintegy 3000 áldozatot követelt. 1436-ból maradt fenn az első összeírás Málta egyházközségeiről. A 15. század második feléből maradt ránk a máltai nyelv valószínűleg legkorábbi írott emléke, Pietru Caxaro jegyző szerzeménye, a Kantilena. Amikor Spanyolország egyesítése 1492-ben megtörtént, a "katolikus királyok" egy június 18-án kelt határozattal kitelepíttették a zsidókat az országból, így Máltáról is. Sokan úgy kerülték el a kitelepítést, hogy áttértek a keresztény hitre, és javaik 45%-át az államnak adták.
A máltai középkor kettőssége ellenére is jólétben telt, a lakosság növekvő létszáma arra utal, hogy az időnként bekövetkező hadi események ellenére virágzásnak indultak a szigetek.

## Községek és egyházközségek
Málta kis területe miatt nem alakult ki jelentős különbség a települések között. A középkor elejéig hivatalosan mindkét lakott sziget egy-egy településnek számított. Malta esetében ez a Medinától távolabb letelepülőkkel hamar megváltozott, és néhány család által lakott tanyák sokasága jött létre. A gyapottermesztés terjedésével aztán mind több területre volt szükség, ezért az apróbb tanyák lakói beköltöztek az időközben falvakká növekvő településekre. Ezzel a 16. század elejére jelentősen csökkent a települések száma, ám átlagos lakosságuk megnőtt. Gozo egészen 1678-ig egyetlen település maradt, amelyet apró tanyák vettek körül.
Gozo mint egyházközség első írásos említése 1299-ből maradt fenn. 1436-ban egy összeírás (Rollo) tizenegy kész kápolnát, templomot említ Maltán: Mdina katedrálisát, San Lorenzo a Mare (Birgu) templomát, a Szent Szűz születése (Naxxar), Szent Ilona (Birkirkara), Szent György (Qormi), Mária mennybemenetele (Bir Miftuħ), Szent Fülöp (Żebbuġ), Bari Szent Miklós (Siġġiewi), Alexandriai Szent Katalin (Żurrieq), Szent Dominika (Ħal-Tartarni) és a Szent Szűz születése (Mellieħa) kápolnákat. Ebből a 12 egyházközségből váltak ki később a mai települések.
A lovagrend uralma idején a korábbi „nagy” községek tovább növekedtek, sok apró település azonban elnéptelenedett. A lovagok csak egyetlen új községet alapítottak (Paola). Máltán egy település valódi önállósága azzal kezdődött, hogy külön egyházközséggé vált: saját plébánosa lett, aki helyben lakott, esetleg onnan járt ki a környező területekre is, mert a lakosság számában csak a Grand Harbour városai és az 1436-ban már létező községek emelkedtek ki a többi, legfeljebb néhány száz fős település közül. 1575 és a 17. század vége között sok új egyházközség jött létre, ám a Grand Harbour közelében lévőket kivéve nem indultak jelentős növekedésnek. Ellenben azok a telepek, amelyek ekkoriban nem haladták meg a 100–200 lakost, kivétel nélkül elnéptelenedtek, bár romjaik, templomaik, útjaik sok helyen ma is állnak. Az elnéptelenedés oka valószínűleg a nagyobb községekkel szembeni hátrányokban keresendő, mert a legtöbb elhagyott település nem volt kitéve támadásnak a tenger felől. 1632-ben körülbelül 35 település volt Maltán, 1798-ban csak 24, azok is nagy lélekszámú, szervezett községek. Gozón hasonló folyamatok zajlottak, ám mivel később kezdődött – az első önálló egyházközség, Xewkija csak 1678-ban szakadt el Rabattól – a falvak szerkezete más lett: széles utcák, nagyobb szabad terek jöttek létre.
A lovagrend uralma alatt a legfontosabb változás az volt, hogy néhány település hivatalosan városi rangot kapott: a lovagok első központja (Birgu), saját alapítású városai (pl. Senglea, Valletta), illetve néhány jelentősebb település (pl. Qormi, Siġġiewi). Azonban a città (város) és a terra (földterület) között, egyházilag pedig az egyházközségen kívül továbbra sem volt köztes kategória.

## A lovagok uralma (1530–1798)

### Málta átvétele (1530–1565)

A lovagrend címere

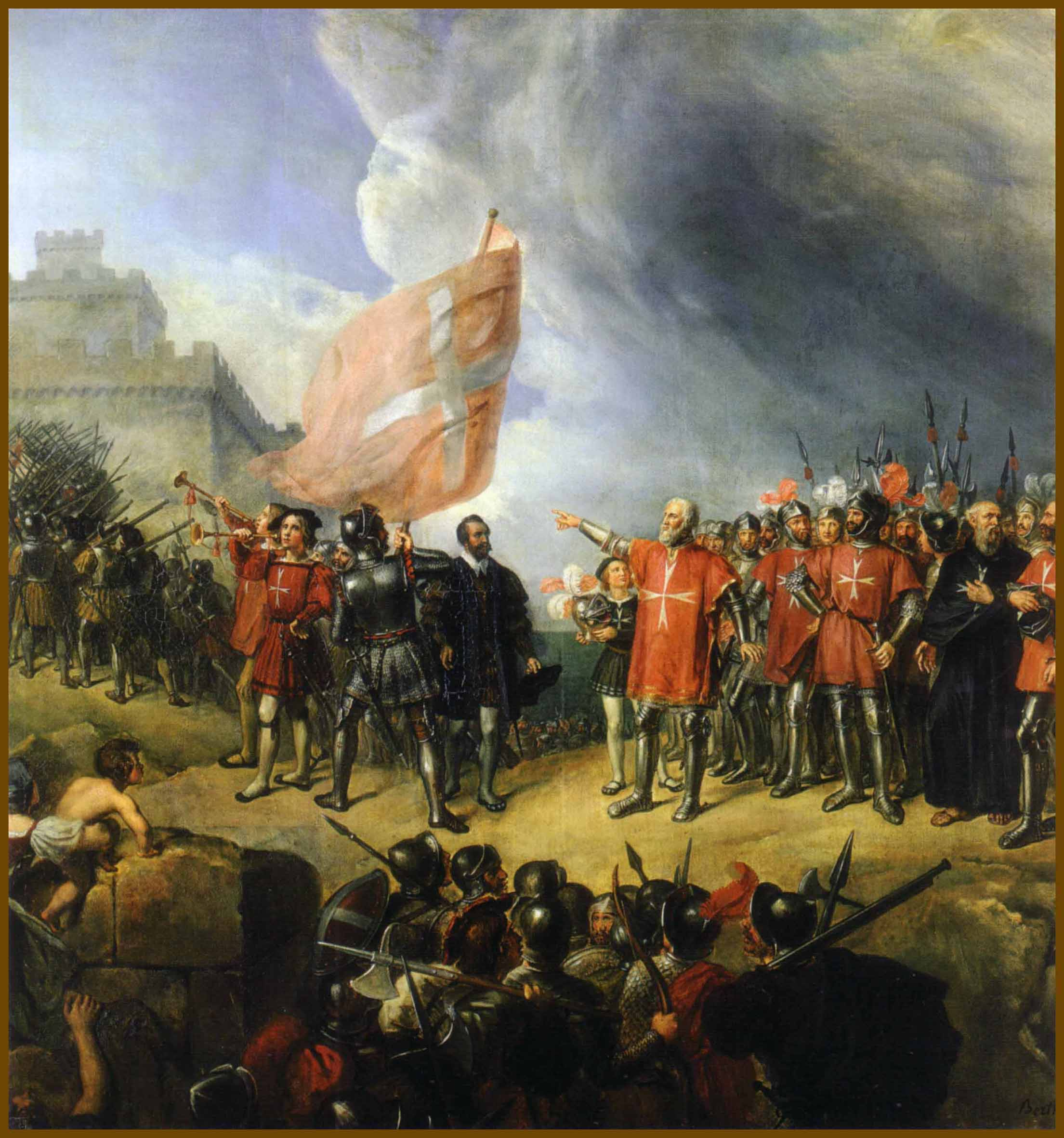
A lovagok Máltára érkezése. René Berthon festménye, Versailles

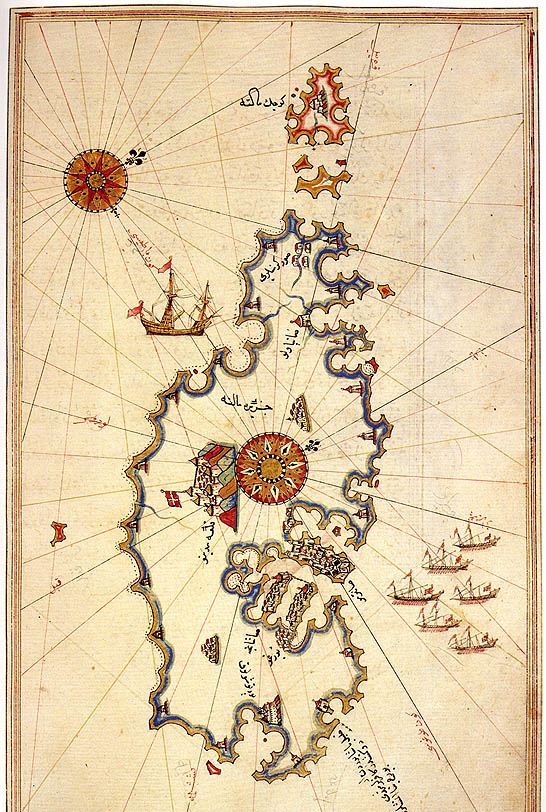
Málta Piri reisz térképén (16. század)

1524-ben V. Károly német-római császár felajánlotta Málta szigeteit és Tripoli erődjét a korábban Rodoszról elűzött Jeruzsálemi Szent János Ispotályos Lovagrendnek, ezzel óhajtva biztosítani Róma védelmét a tengeren. Az akkori nagymester, Philippe de Villiers de L’Isle-Adam azonban mindenképpen csak átmenetileg akarta elfogadni a szigeteket, egyértelmű hátrányaik miatt: nem volt víz, erdő, erődítések, a helyiekre nem lehetett számítani a védelemben, és az élelemtől a hajókhoz való fáig mindent importálni kellett. Átmenetileg sikerült is kiharcolnia, hogy Siracusa városában telepedhessen meg, ám később mégis elfogadta az ajánlatot, és 1530. október 26-án a császár aláírta a szigetek átadásáról szóló dokumentumot. A nagymester névleg hűbéresként uralta a szigeteket, ezért kellett évente egy máltai sólymot küldeniük a királynak, ám V. Károly olyan feltételekkel adományozta Máltát a lovagoknak, hogy a püspök kinevezését és a rend távozásakor esedékes tulajdonjogi kérdést kivéve, semmilyen megkötéssel nem élt – a nagymester gyakorlatilag független államként kezelhette a szigeteket.
Mivel a nagymesterek Notabile (Mdina) helyét előnytelennek találták, Castello a Mare (Birgu) erődjében telepedtek meg. A notabilei universitàt nem szüntették meg, azzal párhuzamosan felállították a saját adminisztrációjukat. A következő évben már támadásokat indítottak a szigetről, egy keresztény szövetséges flottához csatlakozva megtámadták Modon és Koron városait a törökök uralta Görögországban. Máltát nem tekintették végleges otthonuknak, szándékuk az volt, hogy visszatérnek Rodoszra. 1533-ban mégis megerősítették a Sceberras-félsziget csúcsán álló Sant’Elmo erődöt, így elég erejük volt a kezdeti oszmán betörések visszaverésére. 1535-ben újabb támadást indítottak, ezúttal Tuniszt fosztották ki.
A szigeteket 1540-ben érte az első támadás. 1541-ben újra napirendre került Birgu környékének megerősítése, ekkor Antonio Ferromolino itáliai építész már egyértelműen egy a Sceberras-félszigeten építendő város mellett érvelt (ma itt áll Valletta), mivel a félsziget magassága miatt a fejlettebb ágyúkkal már innen is támadható volt Castello a Mare erődje. Ekkor azonban a lovagok még elutasították ezt. 1547-ben a Turgut reisz vezette törökök eredménytelenül szálltak partra Marsaxlokknál. 1550-ben Andrea Doria genovai admirális és Claude de la Sengle nagymester lemészárolták a tunéziai Mahdíja lakosságát. Válaszul Turgut reisz csapatai 1551-ben ismét megkísérelték Castello a Mare, majd Notabile elfoglalását, a sikertelen támadás – amely így is jelentős veszteségekkel járt a falvak lakóinak körében – után pedig lerohanták Gozót. Galatian de Sesse, a lovagok gozói kormányzója átadta nekik a Citadellát, Gozo lakosságának nagy részét (6500 lakosból nagyjából 5000-et) a líbiai Tarhúna va-Mszalátába hurcolták. Ugyanebben az évben elfoglalták a lovagoktól Tripolit, ahol Gaspar de Vallier kormányzó átadta az erődöt, cserébe szabad elvonulást kért a lovagok számára. Máltai, calabriai és rodoszi katonáit hátrahagyta, a törökök rabszolgának adták el őket. A vereséget látva III. Gyula pápa javasolta a lovagrendnek, hogy Máltáról települjön át Siracusa vagy Messina városába, a lovagok azonban inkább folytatták az erődítési munkálatokat (pl. a San Michele-erőd, 1552) és támadásaikat a Földközi-tenger nyugati medencéjében, ám a máltaiak közül sokan Szicíliába menekültek. Jean Parisot de La Valette nagymester megválasztása (1557) után újra felmerült a Sceberras-félszigeten építendő város terve, ám talán a közelgő török támadás híre miatt végül elhalasztották az építkezést.

### A nagy ostrom (1565)

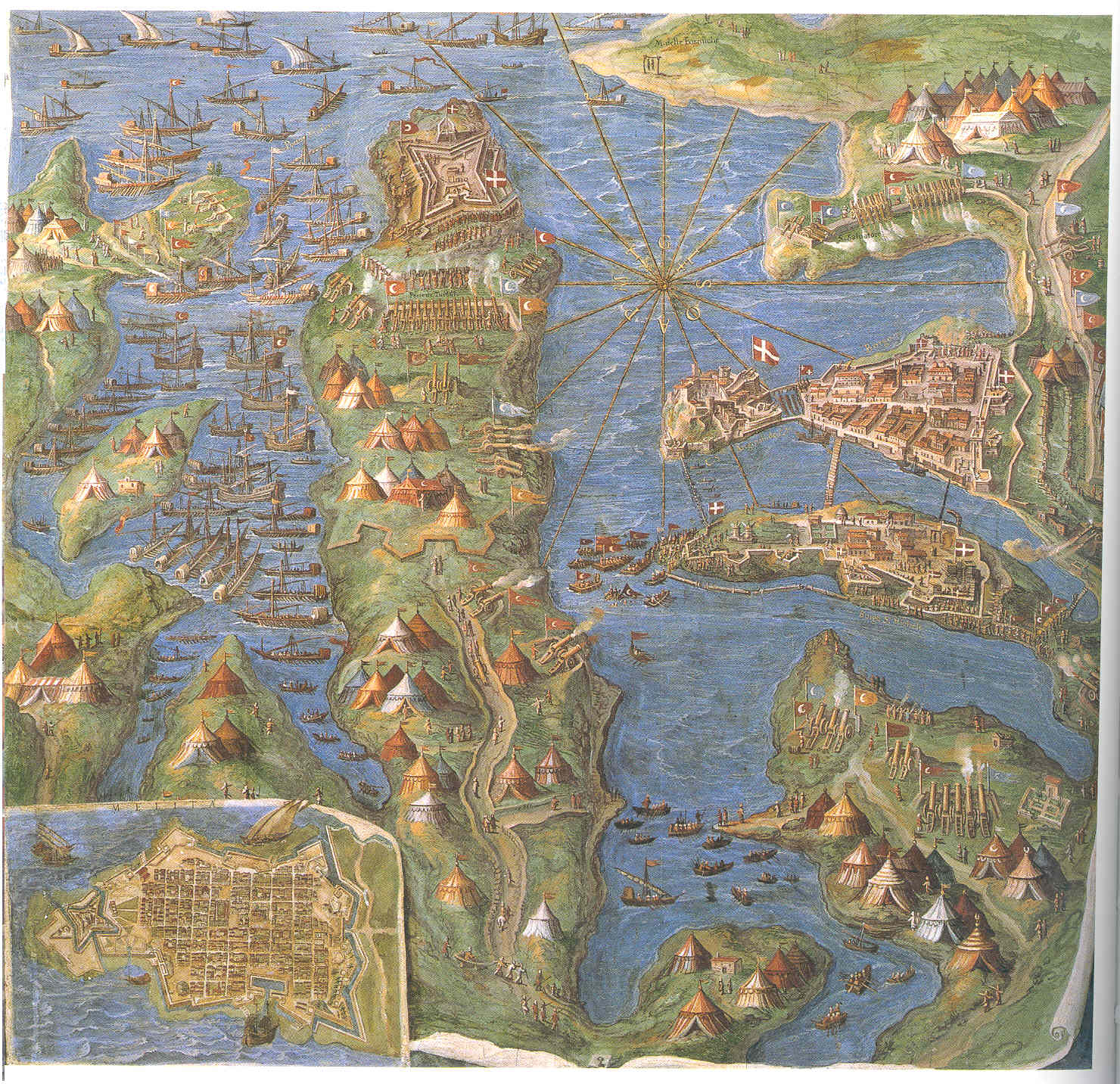
Málta ostroma (1565)

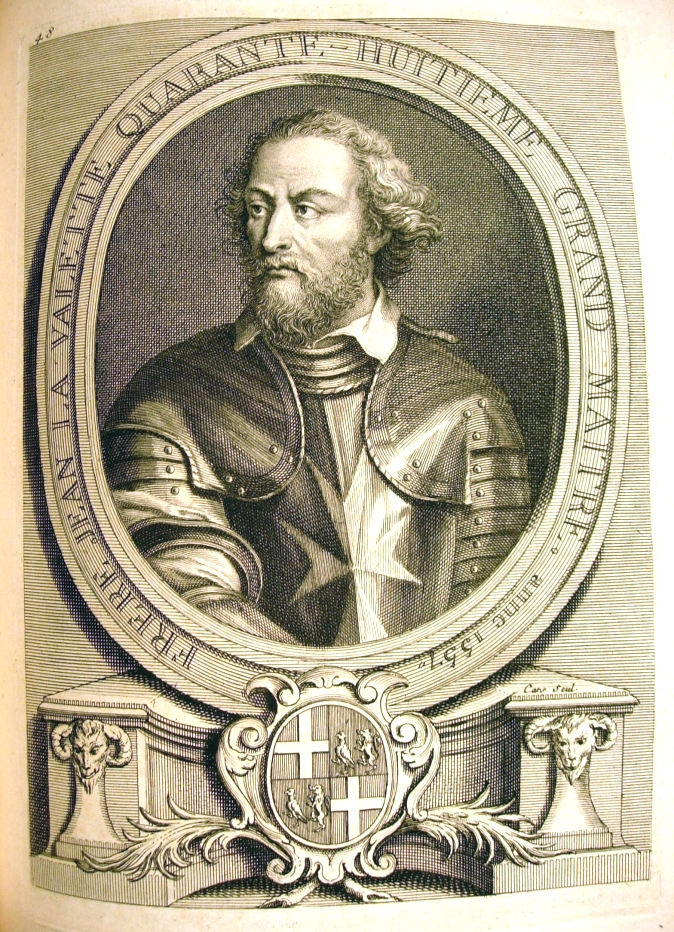
Jean Parisot de la Valette nagymester (1725 k.)

Brian Blouet felhívja a figyelmet arra, hogy a nagy ostromról rendkívül bőséges a keresztény oldal írott anyaga, amelyben azonban a valóságot és a fikciót egymástól elválasztani néha nagyon nehéz, másrészt török oldalról alig maradt fenn említése. Ezért a legjobb szándékkal összeállított beszámolót is érdemes fenntartással kezelni a török viszonyok, létszámok és veszteségek, másrészt a lovagok hősi vitézsége kérdésében.
1565-ben hírek érkeztek egy esetleges török invázióról. A lovagrend ekkor Castello a Mare, Senglea és Sant’Elmo erődjeire, Notabile gyenge falaira, és az 1551-es ostrom után újra megerősített gozói Citadellára támaszkodhatott. Ezek teljes védelme mintegy 9000 főt tett ki lovagokból, külföldi zsoldosokból és máltaiakból vegyesen. A korai híradás miatt Málta készült az ostromra: akik gondolták, Szicíliába menekültek, másokat a nagymester telepíttetett a falvakból a várak valamelyikébe. Az élet megállt a szigeteken: Siġġiewi községben például egyetlen keresztelést sem jegyeztek fel 1565. február 12-e és 1567 decembere között, többnyire ugyanez történt máshol is.
Május 20-án 20–40 000 fős török sereg szállt partra Marsaxlokknál, ahol az öböl formája miatt lehetetlen volt az ellenállás (a félköríves partszakasz hossza 10,5 km). A kiürített szigeten végigvonulva a mai Marsa, Paola, Kalkara és Sliema helyén vertek tábort. Május 22-én a Sant’Elmo erőd ostromával megkezdődött a támadás. Erre az erődre a jó ágyúállást biztosító Sceberras-félsziget és a Grand Harbour ellenőrzése miatt volt szükség, ugyanis Marsaxlokknál egy felmentő flotta könnyen az öbölbe szoríthatta volna a török hajókat. A legendákkal ellentétben Sant’Elmo frissen épült, modern erőd volt, nagyon jó pozícióban: csak a szűk félsziget felől volt támadható, amit oldalról a Sant’Angelo erőd fedezett; ezenkívül a sziklába vágták a falait, ami lehetetlenné tette a veszélyes aláaknázást. A kezdeti török sikertelenségnek (például megpróbáltak létrákkal támadni, ám azok nem értek fel a fal tetejéig) Turgut reisz megérkezése vetett véget. Két újabb lőállást építtetett a mai Ricasoli Pointnál és a Dragut Pointnál, így az erődöt két oldalról folyamatos heves ágyútűz érte. Június 5-én a lovagok tanácsa a Sant’Elmo sérülései miatt az erőd elhagyása mellett érvelt, ám de la Valette időt akart nyerni. A védőket azzal nyerte meg, hogy aki szeretne a Sant’Angelo biztonságába visszatérni, azt szívesen leváltják más önkéntesek. Ezt a védők becsülete nem engedte. Többször kitörtek, és visszavetették a török csapatokat. Végül újabb ostromművek, sűrű ágyúzás és több napi éheztetés után június 23-án a Sant’Elmo elesett, ezzel megnyílt a török hajók útja a kikötőkbe. Itt a veszteség 8000 török és 1500 védő volt, köztük Turgut, akit egy repeszdarab ölt meg. A hosszú ostrom időt adott de la Valette-nek Castello a Mare és Senglea megerősítésére, sőt a két város között híd is épült.
Június 29-én kisebb spanyol erősítés érkezett Máltára. Július elején a török flottát görgőkön átszállították a Marsamxett öbölből a Grand Harbourba, hogy megkezdhessék Senglea ostromát. Ezekben a napokban Turgut fogadott fia 2500 algíri katonát szállított partra. Július 15-én szárazföldön és vízen megkezdődött Senglea ostroma, ami néhány támadás után félbemaradt. Az első támadásokban a veszteség 200–300 védő és 2000–3000 török volt. Az ostrom egyszerre folytatódott mindkét erődnél, és bár helyenként sikerült komoly sérüléseket okozni a falakban, Castello a Mare egyik fala is leomlott, ám mögötte a védők korábban egy második falat építettek, és a szűk szorosban forró vízzel és gyúlékony anyagokkal sok támadót megöltek. Néhány nap múlva szicíliai sereg érkezett, és megtámadta a török tábort, majd visszavonult Mdinába. Augusztus 18-án a törököknek sikerült felrobbantaniuk Castello a Mare egyik bástyáját, és benyomultak a városba, ám de la Valette olyan lendülettel támadt rájuk, hogy kiszorultak a falakon túlra. Éjszaka a támadás megismétlődött, hasonló eredménnyel. Ez volt a törökök utolsó igazi támadása és veresége. Amikor szeptember 6-án Mellieħa öblében partra szállt a Don Garcia de Toledo vezette erősítés, a még mindig túlerőben lévő, de demoralizált törökök feladták, két nap múlva hajóra szálltak, és elhagyták Máltát.
Elterjedt a nézet, miszerint Toledo alkirálynak hamarabb kellett volna küldenie a felmentő sereget, ám ez taktikai hiba lett volna: egyrészt a sereg Szicília védelmére volt rendelve, tehát nem szenvedhetett komoly veszteségeket a szigeten kívül, másrészt jóval kisebb volt a törökökénél. Ezt jelzi, hogy szeptember 8-án a már hajóra szállt Musztafa fővezér még visszavonuló seregét is elég erősnek érezte, hogy megtámadja az érkező szicíliaiakat, bár végül visszavonult.
A győzelem nagyban köszönhető a lovagok vitézségének, amely számukra életforma volt. Jean de la Valette nagymester taktikai felkészültsége és bátorsága átlendítette a védőket a kritikus pillanatokon: a nagymester nem irányított, hanem vezetett, ő járt elöl, és a védők követték. Ezenkívül a védők nem győzhettek volna az alulképzett, ám mindenre kész máltaiak nélkül, akik az összes védőnek több mint a felét tették ki. Még az asszonyok is aktív részt vállaltak az ápolásban, vízhordásban, majd később a harcokban is. És mindez kevés lett volna, ha a török vezérek nem követnek el sorozatos taktikai hibákat, mint a Sant’Elmo feleslegesen hosszú és véres ostroma, a falak megfelelő ágyúzás nélküli megtámadása, vagy akár Notabile és Gozo ostromának elmulasztása, amelyek így folyamatos összeköttetést biztosítottak Szicília felé.
Az ostromban a törökök veszteségét forrástól függően 20 000 és 30 000 fő közé teszik, a helyiek vesztesége 2500 lovag, 7000 helyi lakos és 500 gályarab. A törökök visszaverésének emlékére Castello a Mare megkapta a Città Vittoriosa, Senglea pedig a Città Invicta nevet.

### Gyarapodás és hanyatlás (1565–1798)
A diadal hatására a lovagok úgy döntöttek, Máltán maradnak. Jean Parisot de La Valette nagymester végül elrendelte az új főváros építését a Sceberras-félszigeten, amelynek önmagáról a Valletta és a Città Umilissima nevet adta. 1566-tól 1582-ig épült, elkészültét sem de la Valette, sem tervezője, Francesco Laparelli nem érte meg. Helyette egy máltai építész, Ġlormu Cassar (1520–1592) fejezte be Pietro del Monte nagymester idején. A város előremutató építészeti megoldásokkal büszkélkedhetett, föld alatti vízhálózata volt, és Európa akkori legnagyobb erődjének épült. A lovagok 1571. március 18-án költöztek át az új városba. 1590-re 4000 lakosa volt. 1573-ban kezdődött el a Szent János-katedrális építése, 1575-től működött az akkor rendkívül modern kórház, a Sacra Infermeria. Az erődítési munkák bővítésével, amelyeket Pietro Paolo Floriani vezetett, Valletta kapui előtt új község, Floriana jött létre.
A lovagrend egész máltai tartózkodása alatt a gazdaság motorja volt. Érkezésekor a máltai gazdaság a szükséges élelmiszereket sem tudta előállítani, ehhez képest az első néhány háborús évtized után a jelenléte belső stabilitást hozott a szigeteken, ami egyrészt fellendítette a befektetéseket, másrészt az építkezések rengeteg máltainak adtak munkát és bevételt, harmadrészt a lovagok háborúit és életét kiszolgáló iparnak helyi beszállítókra volt szüksége, ami szintén sokaknak adott biztos munkalehetőséget. A szigetek szegényessége miatt a lovagrend ennek ellenére szicíliai bázisai segítségével tudta csak fedezni az összes szükségletet, hajói például Szicíliából indultak háborúba. Málta szigeteinek – mivel szinte mindenből behozatalra szorultak – hatalmas beáramló külföldi tőkére volt szükségük az élethez, és a lovagrend pont ezt tudta biztosítani: európai birtokaik bevételeiből Máltán városok, erődök épültek, a helyiek munkához jutottak. Az első évtizedekben a rend még többet is költött, mint amennyi a bevétele volt, ám ez hamar megfordult, és a következő két évszázadban így is maradt.

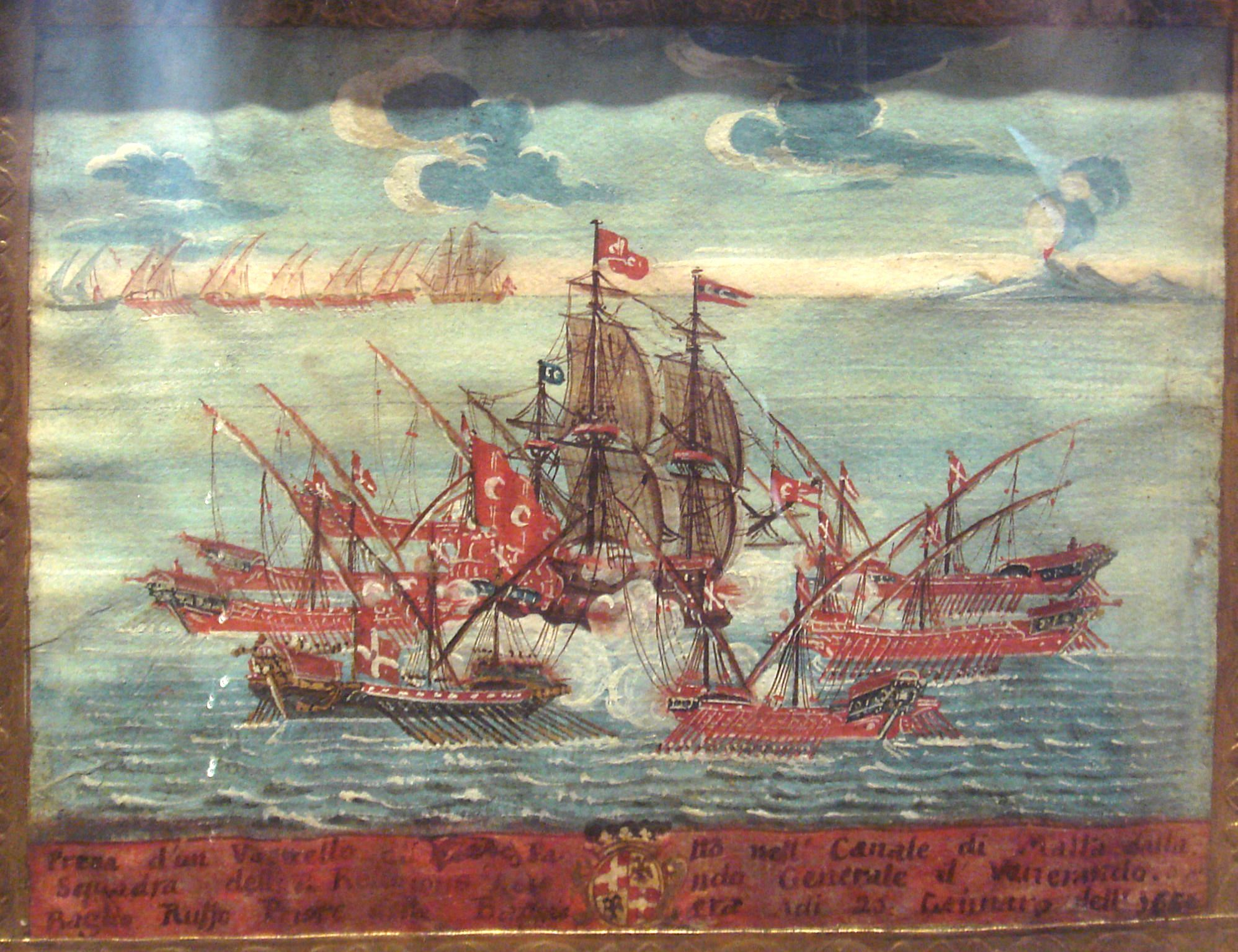
Russo parancsnok elfoglal egy török hadihajót Málta partjai előtt (1652. január 25.)

A legnagyobb fellendülés a hadiipart kiegészítő (a hajózáshoz és az erődítéshez kapcsolódó) kiszolgáló iparágakban volt megfigyelhető. Többek között egy kicsi, de komplett hajógyár is állt Birguban, ami a britek számára végül vonzóvá tette Máltát. A növekvő népesség az építőanyagok kitermelését is fellendítette. Az építkezések időnként növekvő adóterhet is jelentettek, bár a lovagok adományai rengeteg bevételt biztosítottak a rendnek.
A Grand Harbour környéke jelentős fejlesztések helyszíne volt, máshol ritkábban folytak építkezések. A Gozót ért sorozatos támadások (1560, 1563, 1572, 1574, 1582, 1598 és 1599) miatt 1599 és 1603 között megerősítették a Citadellát. 1637-ben eltörölték azt a törvényt, amely a gozóiakat arra kötelezte, hogy az éjszakát a Citadellában töltsék, ezzel a kisebbik sziget népessége is növekedésnek indult.
A lakosság a lovagrend megbízásain túl a már hagyományos szövetkészítéssel foglalkozott. A falvakban termelt gyapotból félkész vagy késztermékeket gyártottak, amiket aztán exportáltak. A 18. századra annyira jelentős termék lett Máltán, hogy szabályozni kellett a minőséget és az esetleges behozatalt, a britek érkezése idején Málta exportjának döntő többségét ez tette ki. A lovagrend ezenkívül monopóliumot szerzett a sólepárlás és a szélmalmok telepítése terén is.

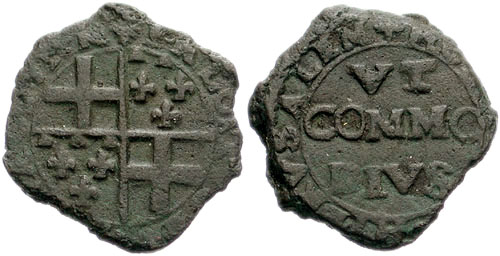
Wignacourt-érme 1601-ből

Mint látható, a kereskedelem létfontosságú volt Málta számára. A politika azonban időnként közbeszólt: a spanyol–francia háborúk idején a spanyolok uralta Szicília kikötői nem fogadták a franciabarát lovagrend hajóit. Ekkor gyorsult fel a kereskedelem Málta és Észak-Afrika között, sokkal nagyobb mértékben, mint az egy keresztesekből álló rendtől várható lenne. Ez a kapcsolat odáig vezetett, hogy 1735-ben a tuniszi bej a lovagok segítségét kérte a kalózok megtöréséhez.
A háború lezárultával és a Savoyai-ház hatalomra kerülésével (1713) újra fellendült a kereskedelem, és a gazdasági helyzet – főleg az élelmiszerimport – hatására a népesség is rohamos növekedésnek indult. A lovagrend uralma alatt a szigetek lakossága a hatszorosára nőtt (lásd a táblázatot). Ezt a fejlődést a háborúk (főleg az 1551-es támadás) és a járványok (1591 és 1676) jelentősen visszavetették, utóbbi azért is, mert egy kikötőben kitört járvány a kikötő bezárását jelentette, így ezen alkalmakkor a szigetek kereskedelme is veszélybe került.
| Év   | Népesség (fő) | Malta  | Gozo | Forrás |
| ---- | ------------- | ------ | ---- | --- |
| 1241 | 5000          | 3400   | 1600 | A családok összeírásából becsült adat (Blouet)                                                               |
| 1528 | 17 000        | 12 000 | 5000 | A lovagok képviselőinek becslése                                                                             |
| 1582 |               | 20 000 |      | Visconti inkvizítor becslése                                                                                 |
| 1590 | 28 900        |        |      | Az első szakszerű korabeli becslés eredménye. A Szent János Lovagrend tagjait és szolgáikat nem tartalmazza! |
| 1614 | 41 084        |        |      | Nem hivatalos népszámlálás. A lovagrendet nem tartalmazza.                                                   |
| 1617 | 43 798        |        |      | Nem hivatalos népszámlálás. A lovagrendet nem tartalmazza.                                                   |
| 1632 | 56 000        |        |      | Korabeli becsült adat                                                                                        |
| 1680 | 50 000 körül  |        |      | Korabeli becsült adat                                                                                        |
| 1784 | 87 749        |        |      | Az mdinai katedrális évkönyvéből                                                                             |
| 1797 | 96 534        |        |      | Az mdinai katedrális évkönyvéből                                                                             |
| 1807 | 93 054        |        |      | Csak a született máltaiak. A szigeteken élő külföldiek számát ekkor 22 000-re becsülték.                     |

A lovagok Európa-szerte szerepet vállaltak a török elleni harcban, részt vettek a lepantói ütközetben (1571. október 7.) és Kandiye ostromában (Kréta, 1668). A rend elismerését jelentette, hogy 1607-ben a nagymester a Szent Római Birodalom hercege lett, majd 1630-ban bíborosi rangot kapott.

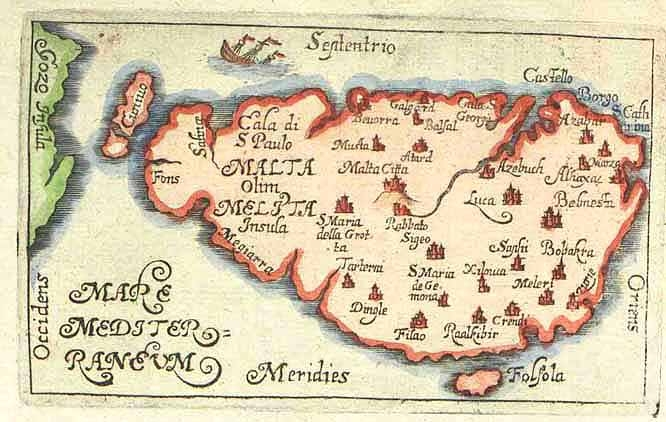
Málta Gabriel Bucelin Historiae universalis cum sacrae, tum profanae nucleus… című művéből (Ulm, 1650)

Jelentős építkezéseket folytattak Máltán: 1623-ban Antoine de Paule nagymester parancsára Ħ'Attard közelében megkezdődött a Sant’Anton-palota, a nagymesterek nyári rezidenciájának építése. 1643-ban Jean-Paul de Lascaris-Castellar (más forrásokban Jean Baptiste ill. Juan de Lascaris-Castellar) az Isola del Vescovónak nevezett Manoel-szigeten karanténkórházat alapított. A nagymester választása körüli viták Martín de Redín hatalomra kerülésével enyhülni kezdtek, és javult a rend viszonya a pápasággal. 1656-ban Florianában elkészült a Maglio, Európa első tavakkal és játszóterekkel díszített sétálóutcája. A 17. század második felétől sok község épített templomot, és egyre több vált önálló egyházközséggé, ami a népesség növekedését jelentette. Az 1693-as földrengésben sok település jelentős károkat szenvedett, ezután nagy méretekben megindult az újjáépítés is. António Manuel de Vilhena nagymester az 1720-as években jelentős fejlesztésekbe fogott Mdinában és Gozo szigetén, mint például Rabat belvárosának átépítése, vagy a Chambray erőd és a Manoel erőd építése. A kikötők környékén újabb települések jöttek létre a tengerészet biztosította munkalehetőségek következtében.
Málta szellemi élete jelentős változásokon ment át. Az említett kórházépítések mellett 1676-ban Nicolas Cotoner nagymester anatómiai és sebészeti iskolát alapított a Sacra Infermeria keretén belül. 1732. január 9-én Vallettában megnyitotta kapuit a sziget első színháza, a Teatro Pubblico (a mai Manoel Színház). 1761-ben megnyílt az első közkönyvtár, 1769-ben megalakult Málta egyeteme, 1786-ban pedig a Matematikai és Tengerészeti Tudományok Iskolája.
A lovagrend uralma alatt az utolsó nagy fellendülést az idegen kereskedők megjelenése eredményezte, akik bázisként, átrakodóhelyként használták Málta kikötőit, ezt a nagymesterek a díjak mérséklésével is segítették. A kalózkodás és kereskedelem összefonódása miatt a szigetek a kalózok bázisaként is ismertek voltak. Amíg ugyanis a keresztény hajók megtámadása üldözendő viselkedés volt, addig sok lovag – sőt a nagymesterek is – saját pénzen szereltek fel hajókat, amelyekkel arab és török kereskedőket raboltak ki. 1605-től Málta saját zászlója alatt nemzetközi státuszt is biztosított a törököket megtámadó hajóknak, ennek fejében a bevétel 10%-a a rendet illette, és a rabolt árukat először Máltán kellett piacra bocsátani. Ez a tevékenység akkor kezdett rohamosan hanyatlani, amikor a törökök elkezdtek francia hajókat bérelni áruik szállítására, majd amikor hivatalos kereskedelmi kapcsolatok épültek ki a muszlim államokkal.
A török birodalom hanyatlásával a lovagrend léte alapját vesztette el, a nyugati államok fejlődéséhez viszonyítva a lovagok hadereje jelentéktelenné vált. A rend szabályzata ráadásul tiltotta a részvételt bármely olyan szövetségben, ahol keresztény államokkal kerülhettek szembe. A nagymesterek még egy utat láttak: saját birodalom létrehozását. 1653-ban a lovagrend megvásárolt számos szigetet a Nyugat-Indiákon, ám a gyarmat és az anyaország közti hatalmas távolság miatt nem történt semmi, és a szigeteket 1665-ben vételi áruk négyszereséért eladták. Felmerült az is, hogy a lovagok bázist hoznak létre a Vörös-tengeren, ám ez a terv is a korábbihoz hasonlóan ért véget. 1763-ban megpróbálták megvenni Korzikát Genovától, ám a tárgyalások közben Franciaország közbeszólt, és végül megszerezte a szigetet. Másik lehetőség lett volna a külföldön megtermelt tőke nagymértékű befektetése Máltán, ám ehhez a szigetek területe csekélynek bizonyult.
Soknemzetiségű volta és kényes helyzete miatt a rend nem tudott diplomáciai állásfoglalásra jutni az átalakuló Európában. A pápai állam, a bőkezű támogató Franciaország és a Szicíliát uraló Spanyolország időnként egymással ellentétes igényeinek is meg kellett felelniük. 1715 és 1718 között még sikerrel vettek részt a török–velencei háborúban, ám ettől kezdve egyre kevesebb pénz jutott a flottára, a muszlimok elleni tengeri sikereik pedig jelentéktelenek voltak az európai történelem fő vonala mellett. Franciaország általában barátilag viszonyult a rendhez, rengeteg támogatóra találtak, ami létfontosságú volt, mert Málta anyagilag szinte teljesen Franciaországtól függött. Málta birtoklásának a kérdése akkor erősödött fel ismét, amikor Oroszország, majd Ausztria és a britek is érdeklődni kezdtek a szigetek iránt, a Bourbon-ház pedig igyekezett nyomatékosítani, hogy a szigetek az ő tulajdonát képezik.
Az egyre inkább zsarnoki módon uralkodó nagymesterek helyzete a 18. század végére megingott. Manuel Pinto de Fonseca nagymester uralma (1741–1773) és a gazdasági visszaesés komoly feszültségekhez vezetett az országban, amelyek végül utóda idején pattantak ki. A máltaiak megelégelték a nagymesterek abszolutisztikus kormányzását. A papság körében még nagyobb megosztottság uralkodott. Jean l’Evesque de la Cassière nagymester óta inkvizítor működött a szigeten, aki közvetlenül a pápának felelt, így kivonta magát a nagymester fennhatósága alól. Ugyanezt tette a püspök is, egyházjogilag tehát három tekintély létezett Máltán egyszerre. Ez folyamatos intrikákhoz vezetett, valamint a pápák könnyen beavatkozhattak az állam életébe. 1775. szeptember 9-én Francisco Ximenes de Texada nagymester egy rendelete miatt papi felkelés tört ki. A lázadók a flotta távollétében elfoglalták a Sant’Elmo erődöt, ám a papok által remélt népfelkelés elmaradt, a felkészületlen lázadókat hamar leverték. Ugyanebben az évben egy tehetséges francia, Emmanuel de Rohan-Polduc lett a rend nagymestere. Bár hatalmas deficitet örökölt, hatékony adminisztrációval és átszervezésekkel sikerült stabilizálnia Málta helyzetét. Ám ekkor Málta jövője már nem volt a saját kezében. A forradalom után Franciaországban egyre negatívabban értékelték az arisztokratikus és klerikális lovagrendet, és bár a nagymesterek egyik kompromisszumot kötötték a másik után, 1792-ben Franciaország államosította a lovagi birtokokat, így Málta bevételei elapadtak.
A francia köteléktől szabadulva a rend új támogatókat keresett. Tárgyalások folytak Oroszországgal, sőt 1794-ben az Amerikai Egyesült Államokkal is, ám végül a franciák is belátták, hogy nincs más hátra, mint megadni a kegyelemdöfést, és megszerezni Máltát, mielőtt más csap le rá. Végül Charles Talleyrand javaslatára a Direktórium elhatározta Málta elfoglalását.

## Erődítések, őrtornyok

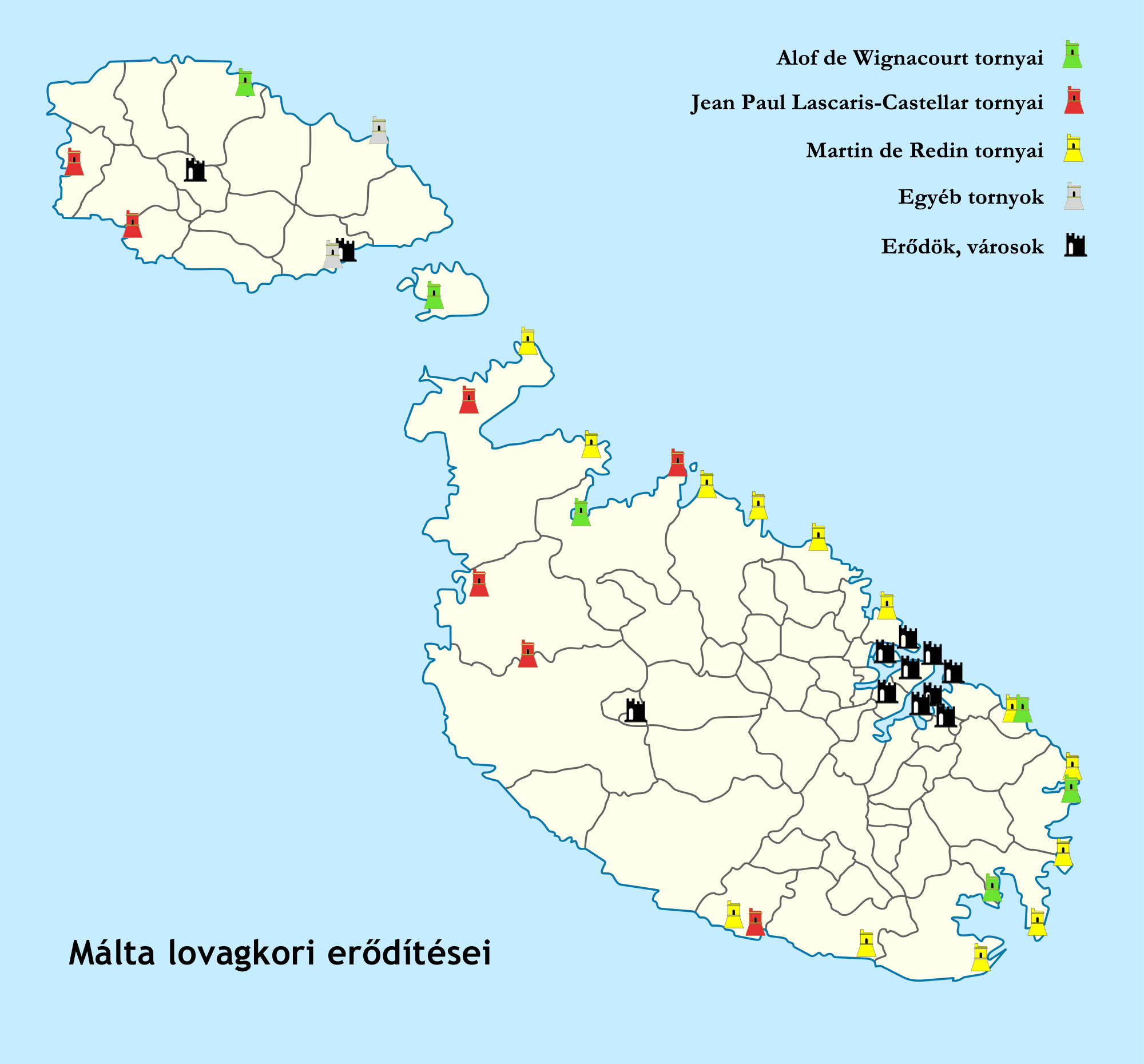
Málta erődítései a lovagrend idején

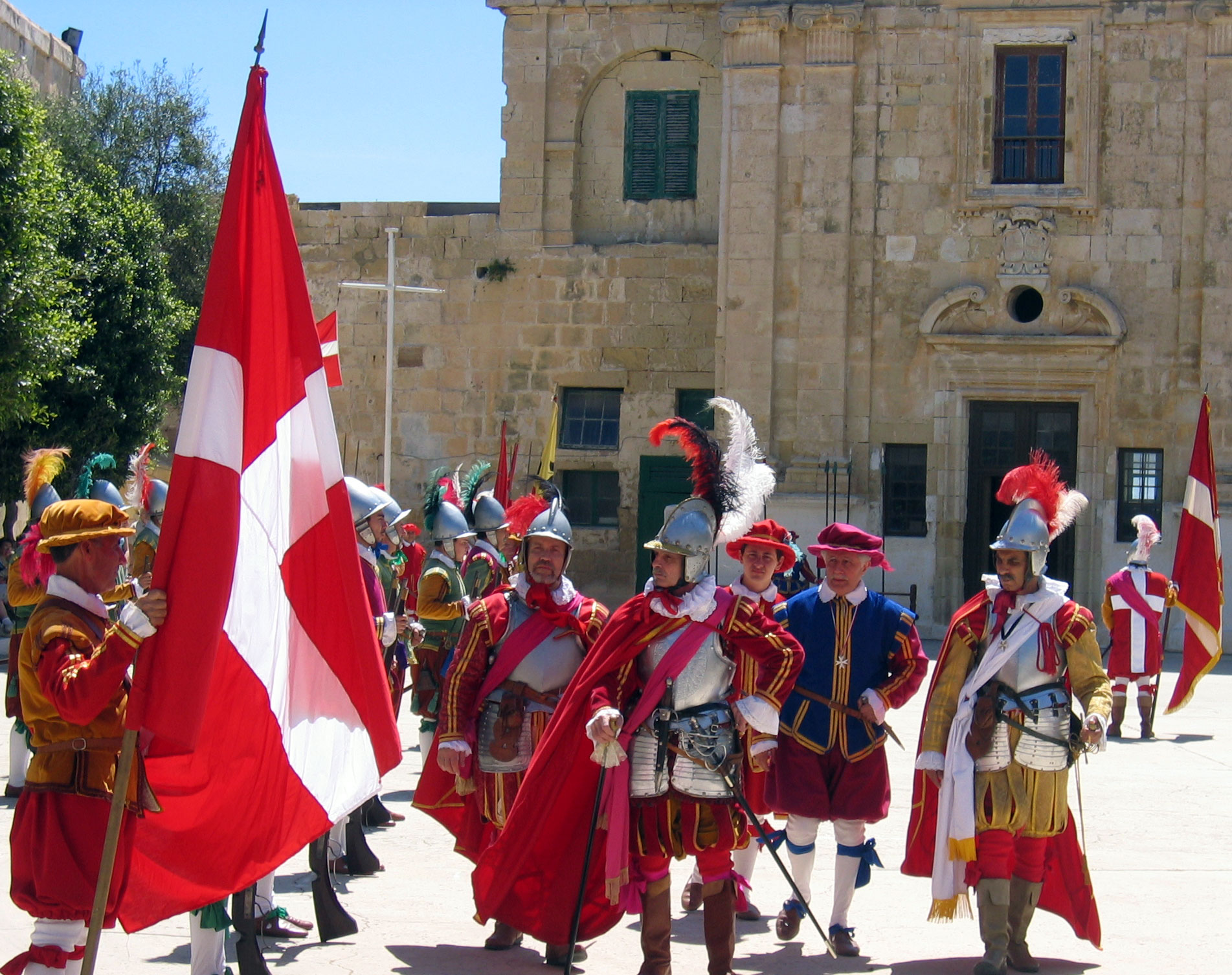
Lovagi felvonulás a St. Elmo erődben (2005)

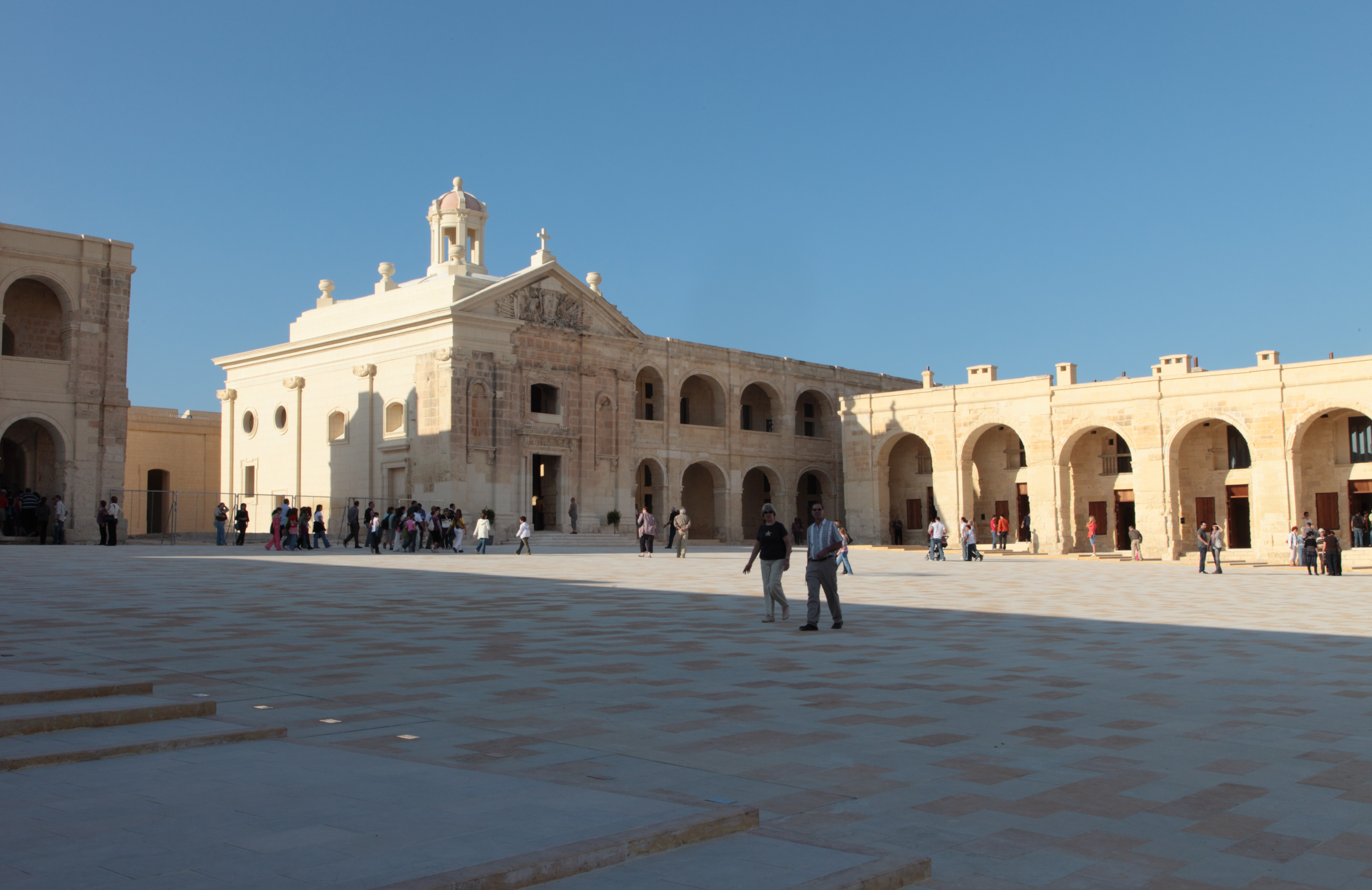
Fort Manoel ma

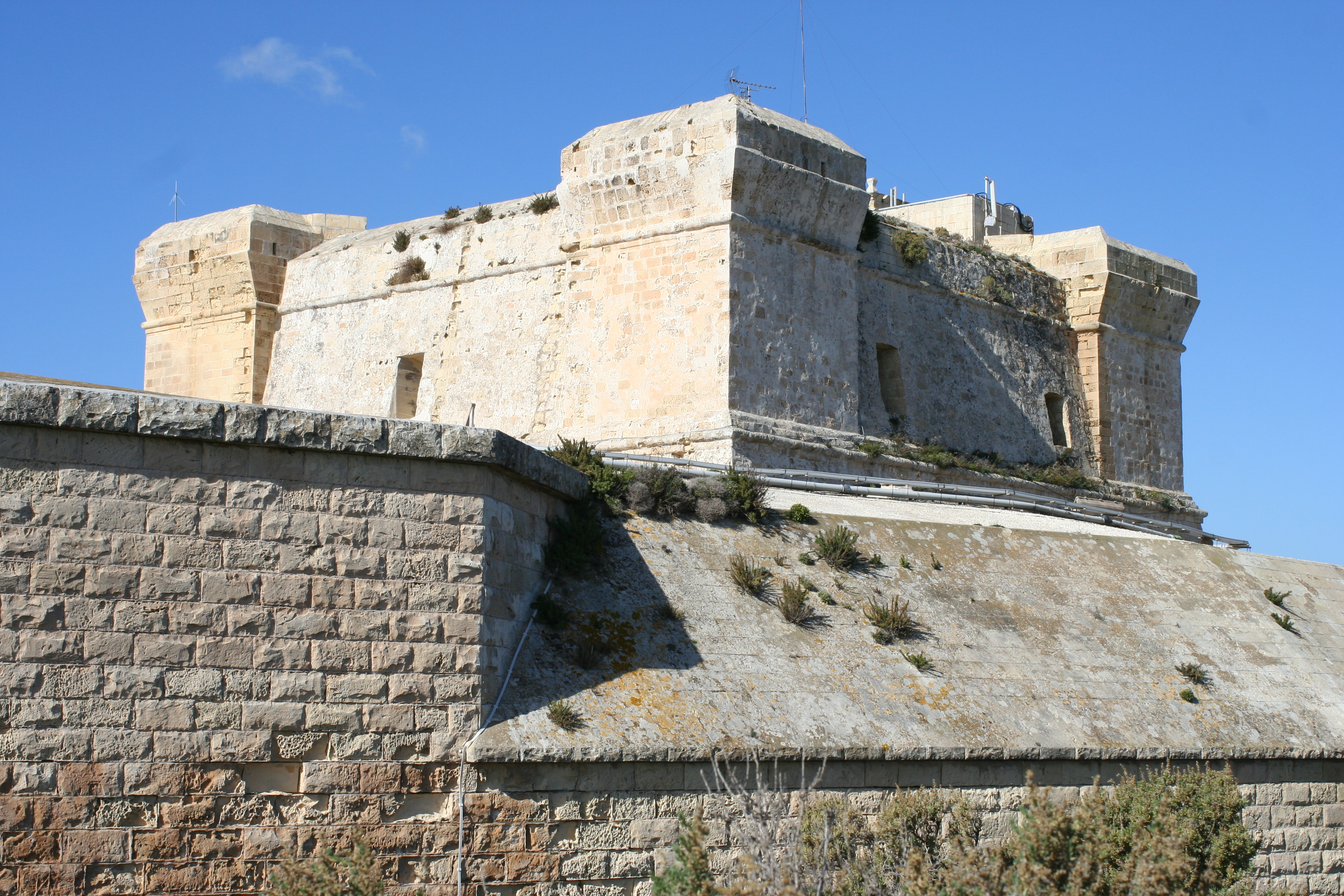
A St. Lucian Tower Marsaxlokkban

Málta sziget volta miatt rendkívül sebezhető a tenger felől, ezért már a föníciai időktől kezdve voltak erődített helyek a szigeteken, ahová támadás esetén a lakosság menekülhetett. Ezek kezdetben Malet-Melita-Medina-Notabile (Mdina) és Gaudos-Medina-Rabat (Victoria) erődjei voltak. Az arab uralom idején aztán vár épült a mai Birgu helyén, amely a szicíliai hűbérurak lakóhelye volt Castrum maris vagy Castello a Mare néven. Egészen a lovagok érkezéséig azonban az erődökön kívüli területek teljesen védtelenek voltak, a behatolók megállításáról egy helyi lakosokból verbuválódott milícia, az id-Dejma igyekezett gondoskodni.
Amikor a lovagrend átvette Málta uralmát, azonnal hozzálátott a Grand Harbour környékén meglévő erősségek biztonságosabbá tételéhez, és a Castello a Mare melletti San Lorenzo-félszigeten új erődöt építettek, a San Michelét (ma Isla). A nagy ostrom után folytatódott az építkezés: Valletta (1566–1582), a gozói Citadella felújítása (1599–1603), Floriana (1634–1721), Ricasoli erőd (Kalkara, 1670-től), Cospicua (1675-től), Notabile felújítása (1693 után), Chambray erőd (Mġarr, 1722–1760), Manoel erőd (1726-tól) és a Tigné erőd (1790 körül). Az erődök nagyrészt továbbra is Valletta környékét erősítették.
Idővel felmerült az igény a sziget többi részének betelepítésére, ehhez azonban védelmet kellett nyújtani a távolabbi területeken, és főleg a tengerparton élők számára. A nagymesterek ezt tengerparti őrtornyok és tüzérségi állások építésével oldották meg, amelyeket saját vagyonukból finanszíroztak. Három nagy toronyépítés folyt a szigeteken:
- Alof de Wignacourt nagymester (1601–1622) hat tornyot építtetett: St. Lucian Tower (Marsaxlokk), Marsalforn Tower (Marsalforn, ma már nem áll), Torri ta’ Santa Marija (St. Mary Tower, Comino), St. Paul’s Bay Tower (San Pawl il-Baħar), Santa Maria delle Grazie Tower (Xgħajra, már nem áll) és St. Thomas Tower (Marsaskala).
- Jean-Paul de Lascaris-Castellar nagymester (1636–1657) tornyai: Torri ta’ Sant’Agata (St. Agatha’s Tower vagy Red Tower, Mellieħa), Dwejra Tower (Dwejra, San Lawrenz), Għajn Tuffieħa Tower (Mġarr), Nadur Tower (Borġ-in-Nadur, Rabat), Qawra Tower (Qawra), Ta’ Xuta Tower (Sciuta Tower, Wied iż-Żurrieq, Qrendi) és Ta’ Lippija Tower (Mġarr).
- Martín de Redín nagymester (1657–1660) tornyai: Torri ta' L-Abjad (White Tower, Armier Bay, Mellieħa), Benghisa Tower (Bengħajsa, Birżebbuġa, 1939-ben lebontották), Delimara Tower (Delimara, Marsaxlokk), Għajn Ħadid Tower (Mellieħa), Għallis Tower (Salina Bay, Naxxar), Ħamrija Tower (Qrendi), St. Julian’s Tower (San Ġiljan), Madliena Tower (Madliena, Pembroke), Qalet Marku Tower (St. Mark’s Tower, Naxxar), Triq Il-Wisgħa Tower (Xgħajra, már nem áll), Wardija Tower (Żurrieq), Xrob l-Għaġin Tower és Zonqor Tower (Marsaskala).

Emellett épült még néhány torony különböző helyek védelmére, például a Xlendi Tower vagy Mġarr ix-Xini tornya. A tornyokon kívül a lapos partszakaszokon – főleg az északi parton Marfa környékén – a parton épült tüzérségi állásokból (battery) és a hátrébb elhelyezkedő erődökből (redoubt) álló védelmi vonalat is építettek.

## Francia megszállás és felkelés (1798–1800)

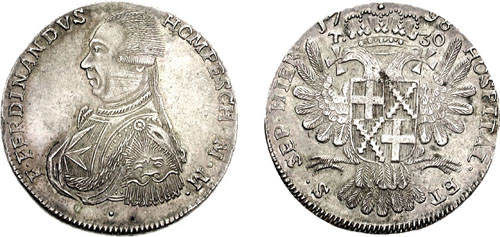
Érme Ferdinand von Hompesch nagymester arcképével

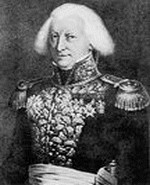
Vaubois tábornok

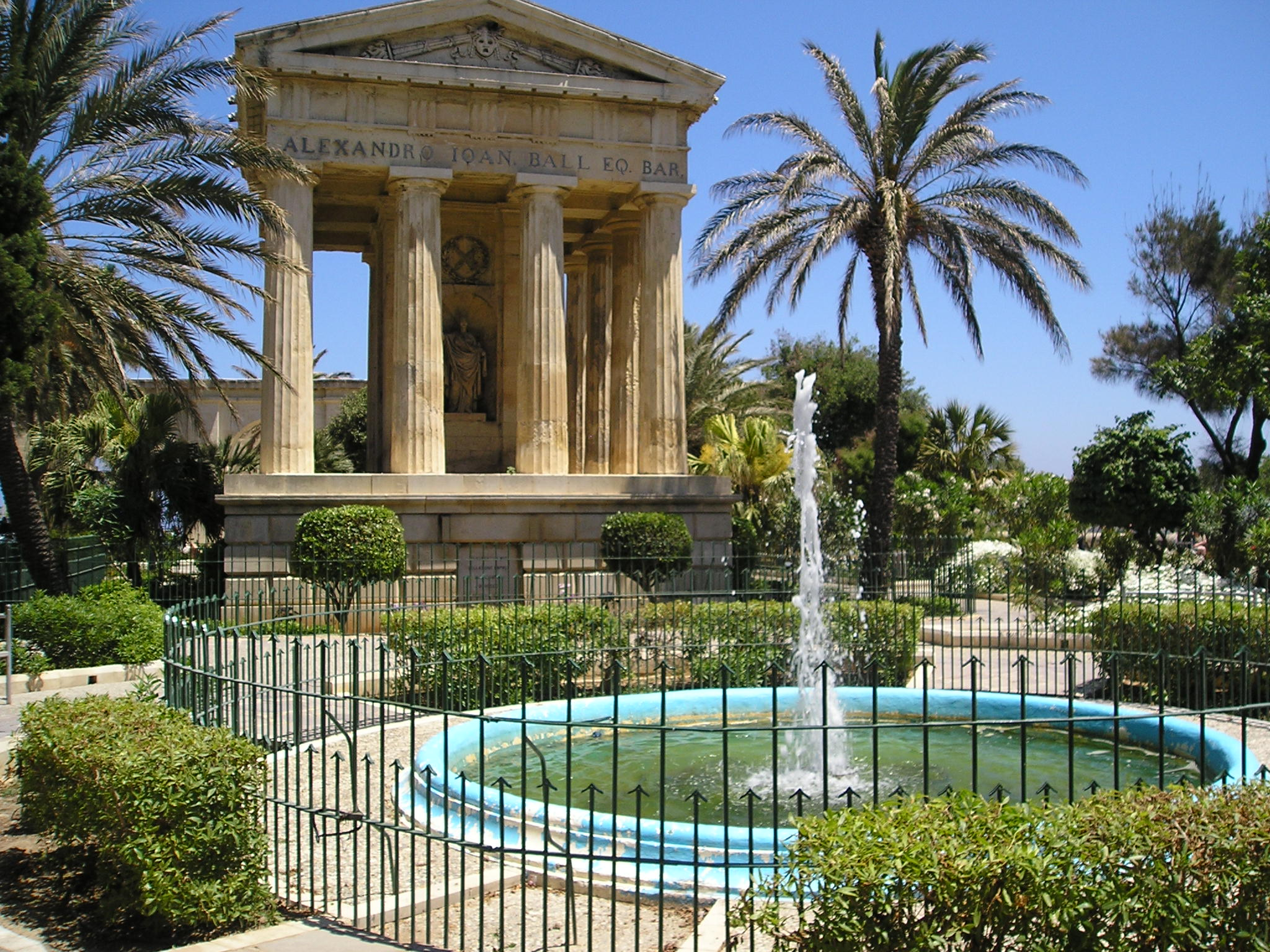
Alexander Ball emlékműve Vallettában

1798. június 9-én Napóleon francia hadserege megérkezett Máltához. Miután Ferdinand von Hompesch zu Bolheim nagymester nem engedte be a Grand Harbourba a francia flottát (egyszerre legfeljebb négy hajót engedett volna), az alkalmat megragadó Napóleon katonái négy helyen partra szálltak, és ellenállás nélkül megszállták a kulcsfontosságú pontokat. A lovagok között ellentét támadt, ugyanis a francia és a spanyol lovagok nem akartak Napóleon ellen harcolni (Spanyolország ekkor Franciaország szövetségese volt). Másnap elesett Notabile, a franciák szabadon járták be a szigetet. Hompesch nagymester túl határozatlan volt az ellenálláshoz – más források szerint a rend szabályzata nem engedte, hogy keresztényekre fogjanak fegyvert –, így június 12-én a nép és a spanyol király képviselőjével együtt aláírták a Málta átadásáról szóló nyilatkozatot, és a lovagok elhagyták a szigetet. Hompesch ezután névleg 1805-ig hivatalban maradt, mégis I. Pál orosz cár lett a lovagrend de facto nagymestere. Napóleon átszervezte a máltai államot: 12 községre osztotta Máltát, feloszlatta a rend intézményeit – köztük a katolikus egyházat is –, új oktatási rendszert vezetett be, megszüntette a rabszolgaságot, és vallásszabadságot biztosított a máltai zsidóknak. Emellett azonban új adókat vetett ki a rend franciaországi birtokainak elvesztése óta szegénységben élő vidékiekre, az állami földek bérleti feltételeit az állam javára módosította, és nem fizette tovább a korábban a lovagrendnek dolgozók nyugdíját. Ezután 4000 emberét hátrahagyva a máltai kincstár jelentős részével június 14-én továbbhajózott Egyiptomba.
A kormányzó bizottság vezetője Claude Henri Belgrand de Vaubois tábornok lett. A franciák uralma azonban hamar szabadrablásba torkollt, ezért szeptember 2-án egy árverésen, ahol egyházi javakat adtak el, felkelés tört ki, és a titokban már egy ideje szerveződő máltai egységek hamar visszaűzték a franciákat Vallettába. A felkelők létrehozták a Nemzeti Kongresszust, és segítséget kértek Szicíliától és az ott állomásozó brit flottától. Októberben Horatio Nelson admirális az abukiri csata után kijavított hajóival Máltára érkezett, és Alexander Ball kapitánnyal és a felkelők vezetőivel úgy döntöttek, hogy blokád alá vonják a szigeteket (október 12-étől). A francia helyőrség magára maradt. Vaubois még aznap visszavonta minden emberét Vallettába, ahol így 3000 embere volt 10 000 máltaival szemben, akik azonban nem voltak képesek Valletta ostromára.
A felkelést három máltai vezette: Emmanuele Vitale jegyző, Francesco Caruana kanonok és Vincenzo Borġ. Mindhárman tehetséges, ám makacs emberek voltak, így hamar Ball kapitány lett az, aki közvetített és összetartotta a felkelést. Hamarosan hivatalosan is elismerték, mint miniszteri biztost (civil commissioner). Gozón még ez év októberében felkelés tört ki, majd a Fort Chambray-be menekült 217 francia rövid harcok után, október 28-án megadta magát Ball kapitánynak. Ball ekkoriban állította fel a „nép ideiglenes kongresszusát”, amelynek kb. 25 máltai tagja volt, többek között a városok képviselői, a bírák és a püspök, elnöke Francesco Caruana lett.
A nehéz 1799-es év egyik félnek sem hozott áttörést. A helyiek eleinte megpróbálták a Vallettában élő máltaiak segítségével elfoglalni a várost, ám a franciák tudomást szereztek a tervről, és több mint negyven embert kivégeztek a Nagymesteri Palota előtti téren (1799. január). A máltaiak úgy döntöttek, kiéheztetik a védőket. Azonban Nagy-Britannia és Szicília is megtagadta a segítségnyújtást Balltól, eközben a franciáknak sikerült utánpótlást juttatniuk Vallettába, így az ostromlók helyzete alig volt jobb, mint a védőké. Májusban Nelson admirális kénytelen volt feloldani a blokádot, hogy a francia bresti flottával szembenézzen, ám a franciák helyzete nem sokat javult.
1800 februárjában Nápoly is küldött 1200 katonát, majd márciusban az angol hajók megakadályozták egy francia konvoj Máltára érkezését. Augusztusra Vallettában minden tartalék elfogyott, így Vaubois parancsára a megmaradt két hajó útnak indult Franciaország felé, ő pedig szeptember 5-én Henry Pigot tábornok előtt aláírta a megadásról szóló dokumentumot. A felkelésben Málta lakosságának nagyjából tizedét elvesztette hadi cselekmény, megtorló ítéletek vagy éhezés következtében.

## Brit megszállás (1800–1964)

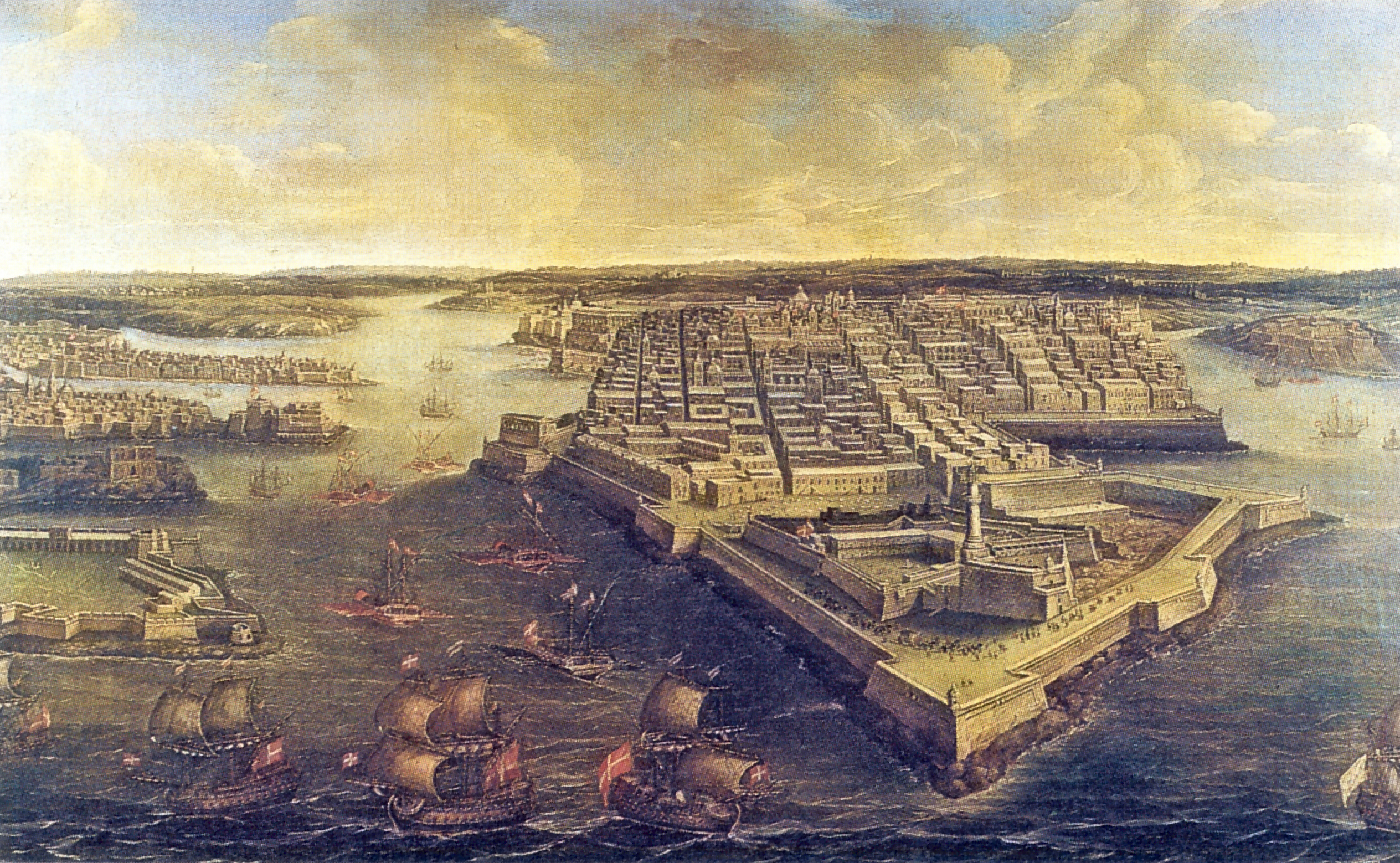
Valletta 1801-ben

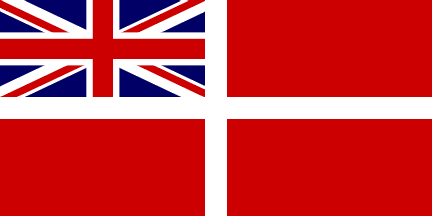
Málta brit koronabirtok lobogója (1814-től)

Amikor a francia megszállók elhagyták Máltát, a szigeteket ellenőrző britek nem akarták uralmuk alá vonni. A Nápoly-Szicíliai Királyság mint a rendnek adományozott szigetek eredeti birtokosa, visszakövetelte Máltát csakúgy, mint a Pál orosz cár által támogatott lovagrend. A máltaiak közülük legszívesebben a briteket látták volna uraikként, ám az amiens-i béke értelmében 1802-ben Málta visszakerült a Szent János Lovagrend uralma alá. Idővel Nagy-Britanniát is érdekelni kezdte a stratégiai helyen fekvő szigetcsoport, és 1803-ban Ball, akit azért küldtek, hogy készüljön elő a szigetek átadására, végül eltávolíttatta a külföldi csapatokat a szigetekről. Napóleon európai blokádja idején (1806) Málta fontos átrakodó- és kikötőhely lett, ami jelentős fellendülést hozott. Jelentőségét növelte, hogy a britek itt adták ki az engedélyeket a többi kereskedelmi pont számára is. Málta jelentősége azonban csak a háború idejére maradt meg, a blokád feloldásával csökkenni kezdett. Fontossága az 1813-as járvánnyal szűnt meg, amely 4000 áldozatot követelt, és következménye 13 évi karantén lett a szigeteken. Sir Alexander Ball 1809-ben halt meg Máltán, ahol azóta is nagy tisztelettel emlékeznek rá.

### A gyarmati időszak kezdete (1814–1870)

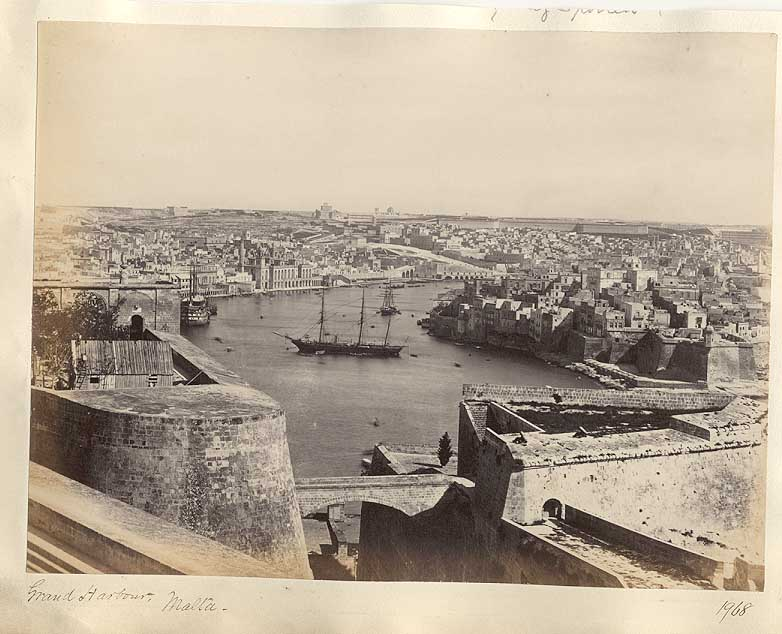
A Grand Harbour a 19. században

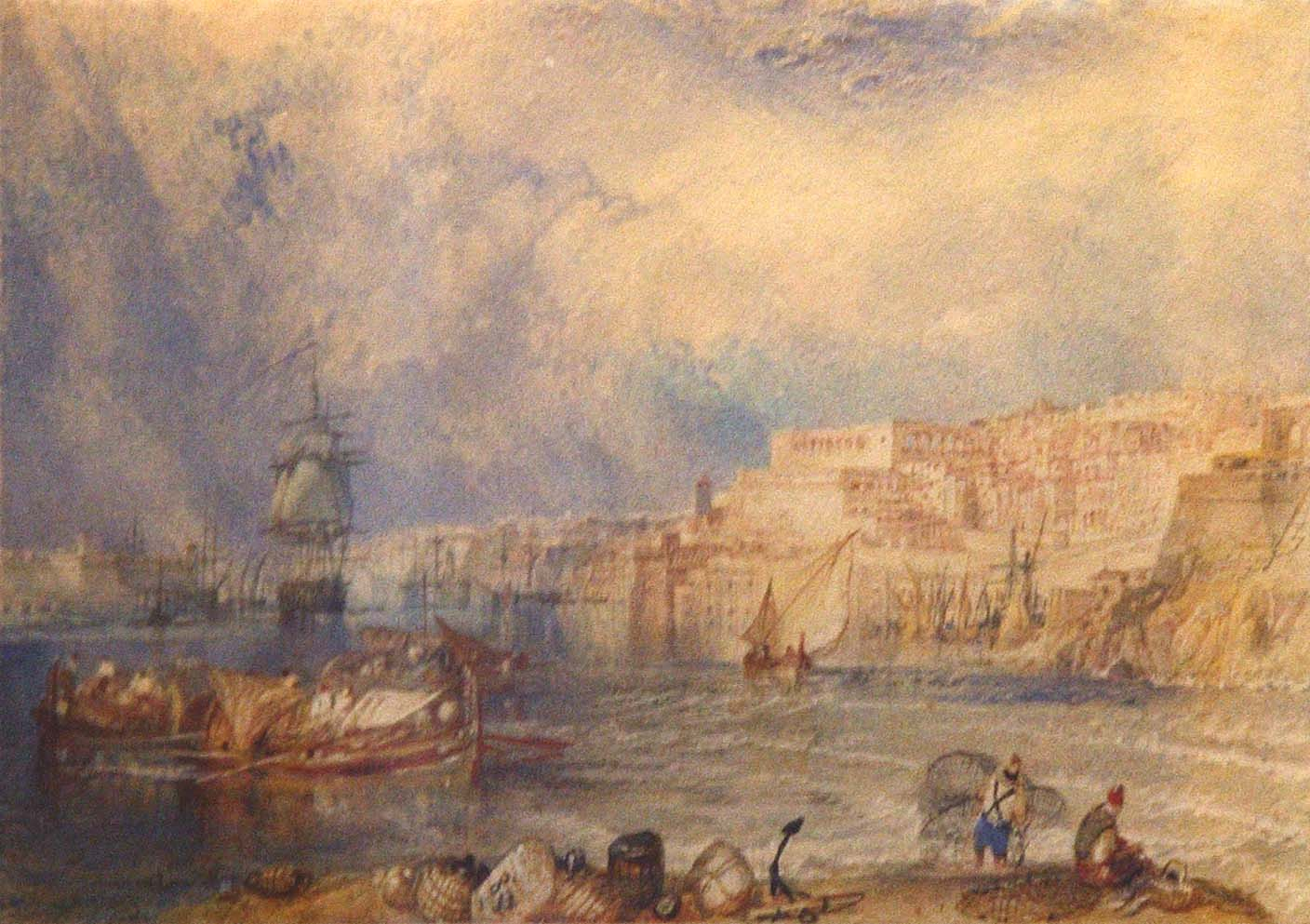
A Grand Harbour William Turner festményén

A britek, részben a máltai elit 1811-es petíciójának eredményeként, amelyben a korábbi jogok visszaállítását kérték, felmérték a szigetek állapotát. 1812-ben bizottság érkezett Londonból, a Commission of Inquiry. Jelentésük alapos képet ad az ország akkori helyzetéről. Javaslataik lényege a lakosság elégedettségének fenntartása volt, minél kevesebb változtatással. Javasolták, hogy a polgári és katonai irányítás egy kézben legyen, azonban a Consiglio visszaállítását nem támogatták, ami csalódottá tette a máltaiakat. Ezenkívül nem merték javasolni a jövedelemadó bevezetését (korábban ilyesmi nem létezett), így az éppen megerősödőben lévő kiskereskedelem adóterheit növelték, ami végső soron a gazdagok helyzetén javított, a kispénzűekén nehezített.
A jelentés után egy tapasztalt gyarmati szakembert, Sir Thomas Maitlandet nevezték ki Málta kormányzójává. 1813-ban a kormányzó új alkotmányt vezetett be, a Bathurst Constitutiont. Ebben átszervezték az igazságszolgáltatást, megszüntették az Universitàt, amely ekkor már csak a gabonabehozatalt intézte. A helyieknek ekkor még nem volt beleszólásuk a szigetek igazgatásába. 1814-ben a párizsi béke értelmében Málta hivatalosan brit koronabirtok lett, és azonnal ide került a brit földközi-tengeri flotta főhadiszállása is.
A máltai pamut kitiltása Spanyolországból gazdasági visszaesést és kivándorlást okozott. A máltaiak harca az irányításba való beleszólásért szintén elakadt. Csak több Angliába küldött petíció után érkezett egy bizottság 1836-ban, hogy a reformok lehetőségét felmérje. Átszervezték a közigazgatást, és több vezető pozíciót átengedtek a máltaiaknak. A jogi reformok ellenére a helyiek továbbra sem kaptak szót a legfelsőbb döntésekben. A britek igyekeztek biztosítani a pozíciójukat, ezért sajtószabadságot adtak, és elérték, hogy 1831-ben Málta egyházilag függetlenné vált Palermótól. A beinduló fejlődést megtörte az 1837-es kolerajárvány, amelyben 4000-en vesztették életüket. A máltaiakat emigrálásra buzdító felhívások eredményeként sokan Észak-Afrikába vagy a Földközi-tenger medencéjének más részeibe távoztak. 1838-ban az özvegy Adelaide királyné máltai látogatásakor 10 000 fontot adományozott a vallettai anglikán bazilika felépítésére.
Richard More O’Ferrall kormányzó (1847–1851) kinevezése a britek részéről a reformokra való hajlandóságot jelentette. Római katolikus és civil volt. Jogi reformokat vezetett be, új börtönt építtetett, és átalakította az egészségügyet. Az 1848-as forradalmak Máltán is visszhangra találtak, amit csak fokoztak az olasz politikai menekültek. More O’Ferrall 1849-ben új alkotmányt vezetett, a kormányzó tanácsadó testületében ekkortól kilenc kinevezett hivatalnok és nyolc választott máltai képviselő foglalhatott helyet. Utóda, Sir William Reid katona volt és újító. Egész hivatali ideje alatt nem hozott a máltai tanácsadók véleményével ellentétes döntést, ami rendkívül konstruktív irányításhoz vezetett. Ekkor lépett hivatalba Sir Adrian Dingli, egy gozói jogász, aki majd negyven éven keresztül volt a „Korona ügyvédje” (Crown Advocate, gyakorlatilag a legfőbb ügyész) és főbíró (Chief Justice). Neki köszönhető az alkotmány sok pontjának tisztázása. 1858-ban Málta érseki rangra emelt püspöke végleg áttette a székhelyét Notabiléből Florianába. Az ezt övező ünnepség összetűzéshez vezetett a katonasággal (nem adták meg a katonai tiszteletadást az érseknek), amelynek következményeként a kormányzó egyre inkább a tanács nélkül irányított. Végül 1864-ben London beleegyezett, hogy pénzügyi kérdésekben a kormányzó nem dönthet a máltai tanácsadók többsége ellenében. Ez év szeptember 16-án Gozo önálló egyházmegye lett.

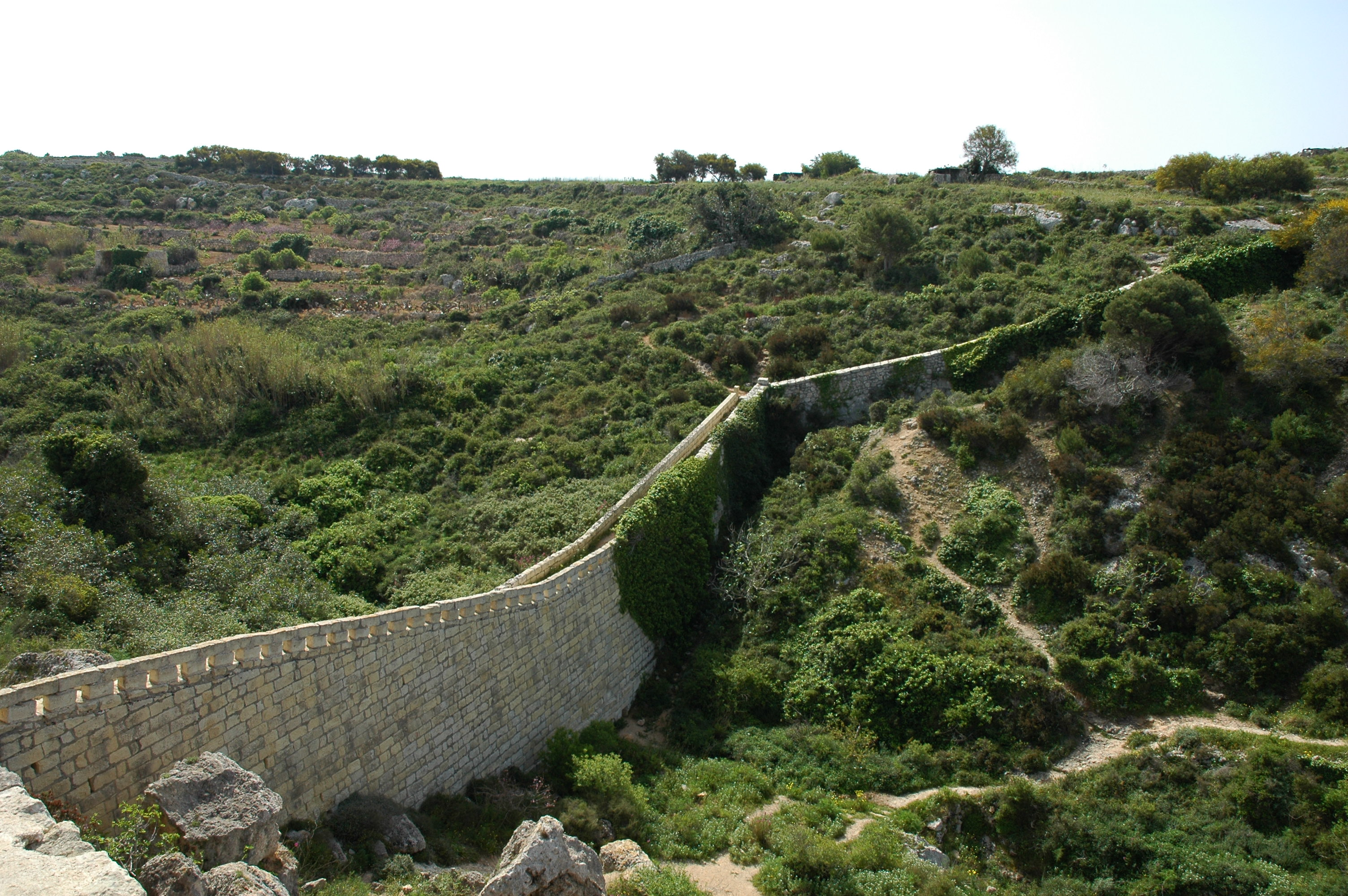
A Victoria Lines védvonal maradványa

A britek jelentős fejlesztéseket vittek végbe. Már Sir Alexander Ball nagy hatást gyakorolt a burgonya meghonosításával. 1841-ben a gozói Mġarr kikötőjében megépült az első hullámtörő gát, 1848-ban távírókapcsolat jött létre a szigetek között, és ugyanebben az évben elkészült az első szárazdokk a Grand Harbourban. A szigetek településszerkezete is átalakult: fokozatosan települések jöttek létre a partokon és az addig elhagyatott észak-maltai öblökben is. A lakosság eloszlása is egyenletesebb lett, 1861-ben még a lakosság negyede lakott Valletta és Floriana kettős városában, a századfordulóra ez 15%-ra csökkent.
A 19. század folyamán Málta erős brit helyőrség, és a brit földközi-tengeri flotta egyik bázisa volt, ennek megfelelően gazdasága mindig rövid távon, a hadi helyzettől függően változott: hadműveletek esetén megszűnt a munkanélküliség és általános jólét köszöntött a szigetekre. Különösen a krími háború idején (1853–1856) került előtérbe Málta, mint a brit hadsereg egészségügyi és hajójavító bázisa. A haditengerészet azonban akadályozta a kereskedelmet, mert egyre több kikötőhelyet vett el a polgári közlekedéstől. Reid kormányzó ezért jelentős fejlesztésekbe fogott a kikötőkben: 1871-ben és 1899-ben újabb három szárazdokk épült, ezek az első világháború idején 10 000 munkást foglalkoztattak. A Szuezi-csatorna megnyitása (1869) hatalmas forgalomnövekedést hozott a Grand Harbourban, Málta az Indiába menő hajók fő szénellátó helye lett.
1881-ben a kikötők védelmére megépült a Victoria Lines védelmi vonal, amely Pembroke és Mġarr között végighúzódott a szigeten. 1883-ban vasút épült Valletta és Notabile között. Nem sokkal később már motoros buszok szállították az utasokat. 1890-ben megfelelő csatornahálózat épült, jelentősen javítva Málta egészségügyi helyzetét. 1905-ben villamosforgalom indult a kikötők környékén.

### Politikai változások (1870–1939)

Málta brit koronabirtok lobogója (1875–1898)

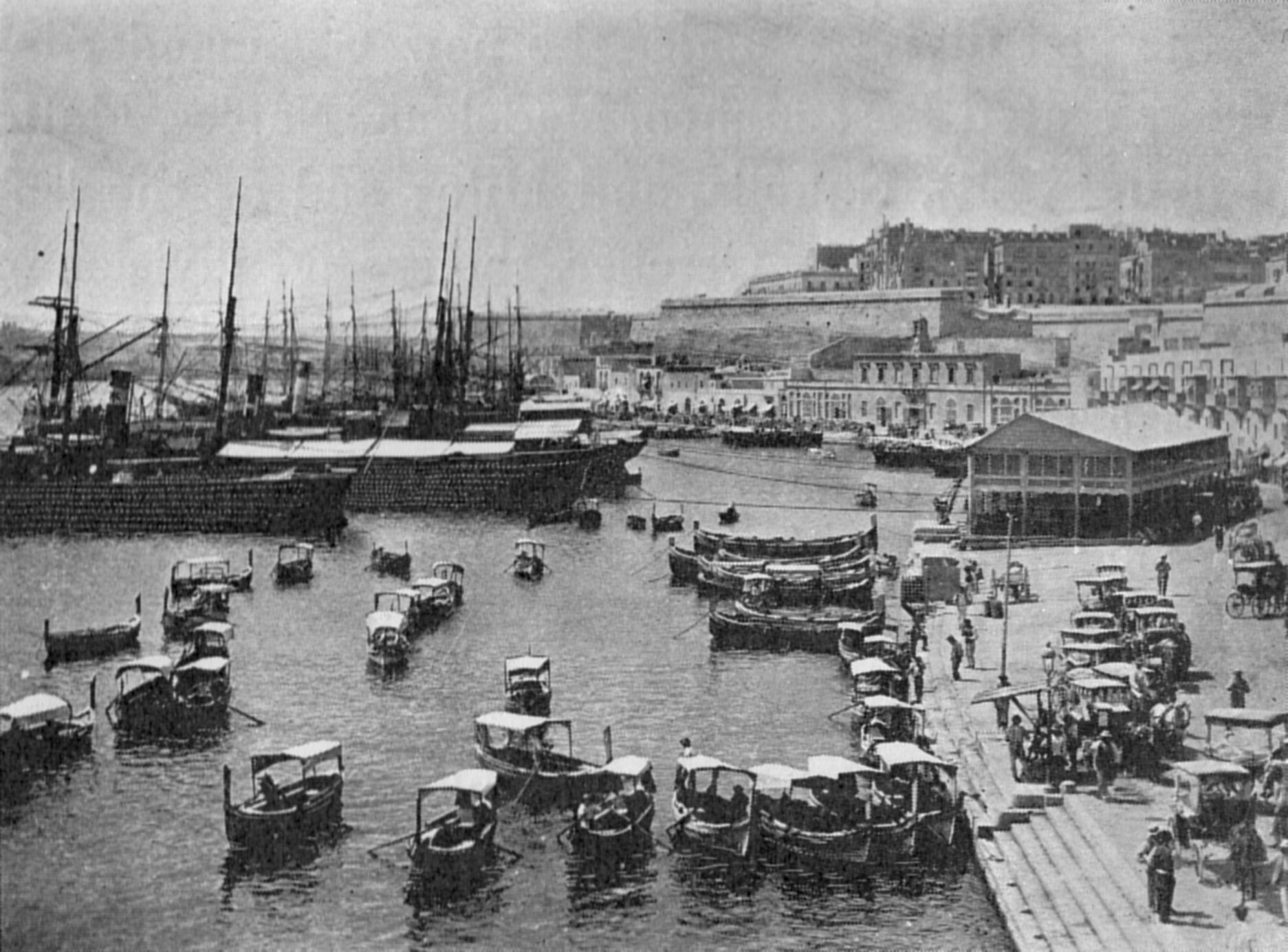
Valletta kikötője 1890 körül

Málta brit koronabirtok lobogója (1898–1923)

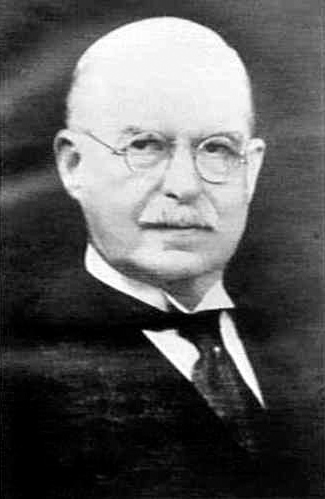
Sir Gerald Strickland miniszterelnök

Málta brit koronabirtok lobogója (1923–1943)

1864-ben Sir Henry Storks kormányzó alatt bevezették a „Cardwell-elvet”, miszerint a választott máltai képviselők egyetértése hiányában nem lehet pénzügyi döntést hozni. Ez visszatérés volt Reid kormányzó gyakorlatához. Az 1880-as évekre az angol nyelv túlsúlya érződni kezdett a közoktatásban, és ez hosszú ideig tartó elégedetlenség forrása lett a szigeten. Az 1887-es alkotmány már a kormányzótanács választott tagjainak biztosított többséget. Az egyház, a nemesség, az egyetemet végzettek és a kereskedők is legalább egy-egy képviselőt kaptak. A kormányzatnak teljhatalma volt belügyekben és pénzügyekben. Az alkotmány azonban egyedül az angolt tette hivatalos nyelvvé, ami az olaszul beszélő értelmiség körében heves ellenállást váltott ki. Nehezítette az oktatás fejlesztését az is, hogy az emigrálni készülő máltaiak egyetlen idegen nyelvet sem beszéltek, tehát az első nyelvoktatást számukra kellett bevezetni.
Az 1870-es években két csoport körvonalazódott a kormányzótanácsban. Az egyik támogatta a reformokat és britpárti volt, az antireformerek viszont elutasították a többletkiadásokat és a briteket egyaránt. A reformerek vezetője Sigismondo Savona (1837–1908) volt, aki a közoktatást felügyelte. Az antireformereket Fortunato Mizzi vezette. A reformpárti Sir Gerald Strickland (1889–1896) lett a kormányzat főtitkára, és igyekezett a fejlesztés elvét érvényesíteni, korszerűsíteni a kikötők berendezéseit, és ösztönözni az ipart, kereskedelmet és mezőgazdaságot. Még a turizmus fejlesztését is célul tűzte ki, ám a tanács tagjai gyanakodtak minden újabb kiadás miatt, és Strickland hiába küzdött, a máltai tanácsosok mind egy álláspontot képviseltek: „semmire nem költünk”. Még alapvető fejlesztéseket, például a vízvezetékek és a csatornázás kiépítését sem szavazták meg, holott az 1887-es kolerajárvány 800 áldozatot követelt. 1901-ben elutasították az ingyenes oktatás tervét is, ekkor a brit kormányzat felhatalmazta a kormányzót, hogy az infrastrukturális fejlesztésekre a máltaiak hozzájárulása nélkül is költhessen. Málta tehát csak akkor követett bizonyos irányvonalat, ha a brit hatóságok beavatkoztak, ez több iparág visszaeséséhez is vezetett. A helyzet addig fajult, hogy a britek 1903-ban visszavonták az alkotmányt.
Bár az első világháború előtti kormányzást közvetlen gyarmati kormányzásnak szokták tekinteni, a döntések legtöbbször Máltán születtek, és a londoni kormányzat csak áldását adta rá. Sir Adrian Dingli hivatali ideje alatt egyetlen kormányzó sem cselekedett a beleegyezése nélkül. 1890-re a máltai gyarmati kormányzat tagjai között csupán egyetlen angol maradt: Sir Henry Smyth, a kormányzó; és ettől kezdve egészen a brit uralom végéig a kormányzatnak sosem volt háromnál több angol tagja.

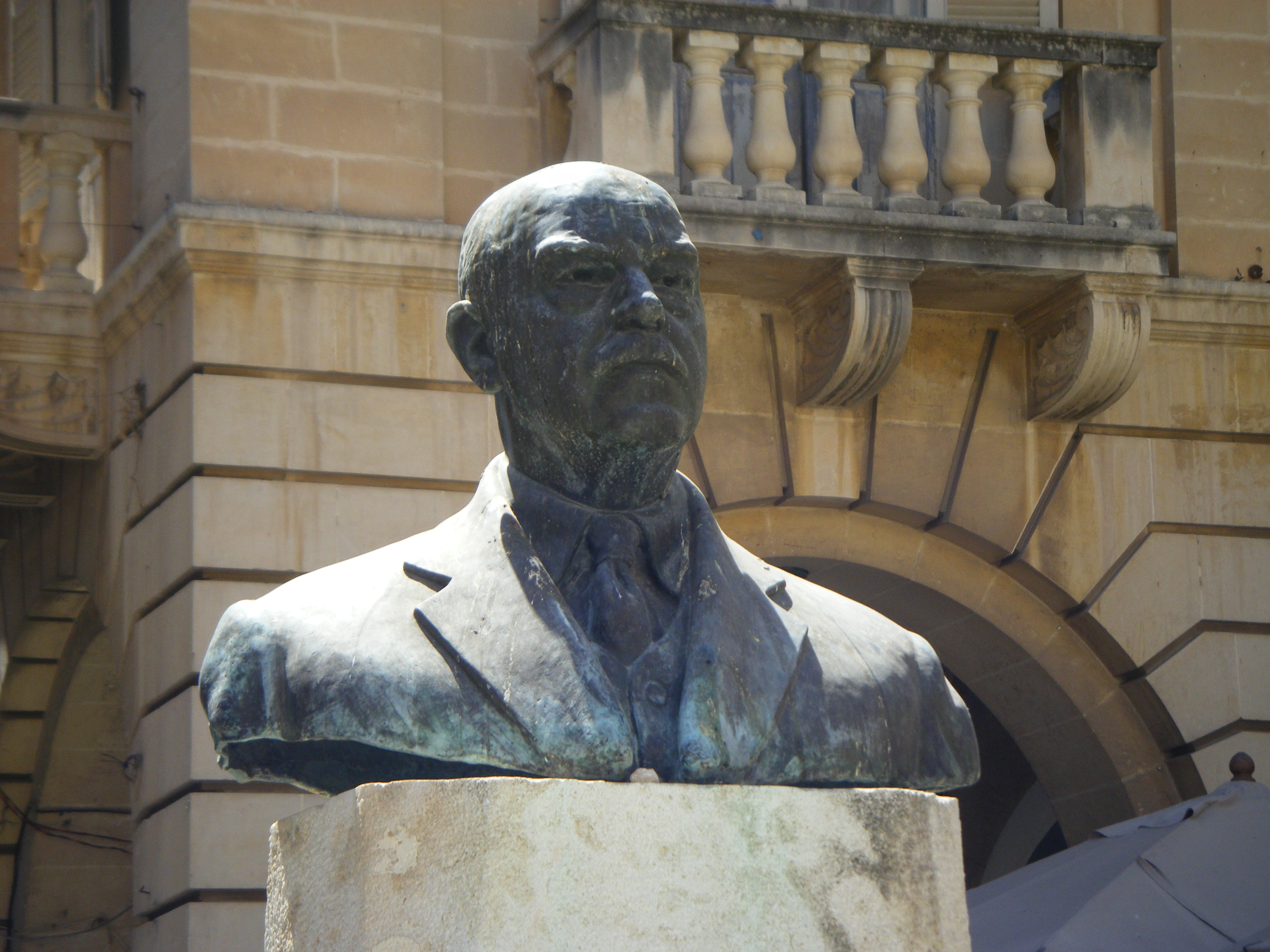
Enrico Mizzi szobra Vallettában

A nyelvkérdés többször indulatokat keltett. A máltai nyelvet írott anyag híján nem lehetett bevezetni, az angollal szemben viszont jelentős ellenállás mutatkozott annak ellenére, hogy sok munkahelynél előnyt jelentett. Az első világháború előtt újabb szereplő állt elő a politikai életben: a nacionalista Fortunato Mizzi fia, Enrico Mizzi nevével fémjelzett csoport azért harcolt, hogy Málta Nagy-Britannia helyett Olaszországhoz tartozzon: azt javasolta a briteknek, hogy cseréljék el Máltát Eritreára Olaszországgal, Málta legyen Olaszország része, saját képviselőkkel az olasz parlamentben.
Az első világháborúban Málta távolmaradt a hadi cselekményektől, egészségügyi központként funkcionált, és dokkjaiban javították a sérült hajókat. A háború teljes foglalkoztatottsága után 1918-tól rengetegen maradtak munka nélkül, a megélhetés drágább lett, és 1919. június 7-én felkelés tört ki Vallettában, ami a brit hadsereg közbelépése miatt négy halálos áldozatot követelt. Nemzetgyűlés alakult Filippo Sciberras vezetésével, hogy a britektől elfogadható alkotmányt követeljen. A Londonból érkező Lord Herbert Plumer kormányzó hatásos békéltetőnek bizonyult, és minimális gazdasági stabilitást is tudott biztosítani. Új alkotmány kidolgozásába fogtak, amely 1921-ben lépett életbe. Ennek értelmében Málta teljesen független helyi önkormányzatot kapott, külügyekben a birodalmi kormányzat, belügyekben a kétkamarás helyi kormányzat volt illetékes. A legfelső hatalom továbbra is a kormányzó maradt. Ez az alkotmány vezette be a ma is érvényben lévő választási rendszert is.
Az első választások idején nem léteztek politikai pártok, bár a kormányzótanácsban kialakultak különböző csoportok. 1921-ben tehát néhány hónapon belül jött létre az összes párt: április 21-én a Máltai Munkáspárt (William W. Savona ezredes vezetésével), két angolbarát párt, amelyek még ugyanebben a hónapban az Alkotmányos Pártban egyesültek, május 10-én Enrico Mizzi vezetésével a Partito Nazionalista Democratico (Demokratikus Nacionalista Párt), és a Máltai Politikai Unió (Unione Politica Maltese) Ignazio Panzavecchia kanonok vezetésével. Amikor utóbbi megnyerte az első választást, Panzavecchia visszalépett a miniszterelnökségtől Joseph Howard javára, hogy egyházi tisztsége ne okozzon konfliktust. A nemzeti irányultságú kormányok végig hatalmon maradtak a 20-as években, és 1926-ban az Unione Politica Maltese és a Partito Nazionalista Democratico egyesült a Nemzeti Pártban.
Lassú fejlődés indult, 1924-ben kötelezővé tették az iskolai oktatást is. A tanulni vágyók nagy része azonban továbbra is emigráns volt, a helyzet abszurditását jelzi, hogy az iskolázottak nagy része azonnal elhagyta az országot.

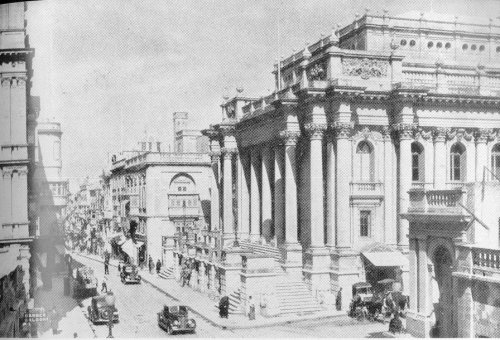
A Királyi Operaház Vallettában 1935-ben

A nyelvkérdés is újra problémákhoz vezetett. Az olasz ugyanis névleg hivatalos maradt, ám a folyamatos küzdelem a két nyelv között – a helyi kormányzat és az egyház szinte csak az olasz nyelvet használta a hivatalos angol helyett, ami folyamatos zavart okozott a brit hivatalokkal – és az egyház folyamatos beleszólása a politikai életbe eldurvult. Az 1930-as választások előtt Sir Gerald Strickland miniszterelnök egyházról kifejtett véleménye miatt a két püspök körlevelet adott ki, amelyben megtagadták a szentségek kiszolgáltatását attól, aki az Alkotmányos Pártra szavaz. A britek ekkor felfüggesztették a választásokat és az alkotmányt is. Erre a Nacionalista Párt katolikusellenesként tüntette fel Stricklandet, és az angolellenes érzelmek között a mérsékelt Ugo Mifsud helyett fokozatosan Enrico Mizzi lett a párt szószólója. 1932-ben megnyerték a választásokat, és azonnal hozzáláttak, hogy az oktatási rendszeren keresztül olaszosítsák a fiatalabb nemzedékeket. A britek erre ismét felfüggesztették az alkotmányt. A vita megoldását abban látták, hogy – mivel a lakosság döntő többsége egyedül ezt beszélte – 1934-ben hivatalos nyelvként bevezették a máltai nyelvet.
A két világháború között visszaesett a gazdaság. Az akkor induló autóbuszokat kivéve megszűnt a tömegközlekedés is (a villamos 1929-ben, a vasút 1931-ben). Az újabb fellendülést csak a második világháború előkészületei hozták meg: 1935-től fejlesztették a kikötőket, és a 40-es évekre négy repülőtér épült a nagy szigeten, bár a remélt nagy hajógyárépítések nem valósultak meg. 1924-ben létrejött egy, a turizmus előmozdítását célzó szervezet, ám a kopár, katonai létesítményektől zsúfolt „Málta erőd”-ről alkotott több mint százéves kép sokakat távol tartott az utazástól. A gazdasági fellendüléssel azonban a lakosság száma is nőtt, ellensúlyozni tudta még a kivándorlást is, és bár a politika szintjén harcok dúltak a britek és a máltaiak között, a hétköznapokban ez nem volt érezhető.

### A második világháború (1939–1945)

Málta brit koronabirtok lobogója (1943–1964)

A második világháború kitörése felkészületlenül érte Máltát. A flotta tudatában volt a szigetek stratégiai jelentőségének, hiszen Olaszország és észak-afrikai gyarmatai között csak Máltáról lehetett akadályozni a közlekedést. A szárazföldi csapatok és a légierő ellenben védhetetlennek tartották az országot, és valóban keveset tettek azért, hogy szembeszálljanak az esetleges támadókkal. Kísérletképpen egy 360 kilogrammos bombát dobtak Cominóra, és megvizsgálták a kárt: megállapították, hogy egy lebombázott repülőtér helyreállítása rendkívül hosszú időbe telne, tehát hatásosabb lenne Marsaxlokkból hidroplánokkal védeni Máltát. 1940 júniusában az olaszok elleni előkészületként mégis négy darab kétfedeles Gloster Sea Gladiatort helyeztek Máltára, ám valójában ezzel ki is merült a háborús felkészülés. Blouet megdöbbentő párhuzamot von az 1565-ös ostrom, és Málta második világháborús megtámadása között. A szigetek védői mindkétszer felkészületlenül néztek szembe egy jól szervezett támadóval, és részben a helyiek közreműködésének, részben a szerencsének is köszönhető a sikerük. Az ellenség mindkétszer a kíméletlen gonoszként lett beállítva a beszámolókban, Málta védői pedig rettenthetetlen hősökként még akkor is, amikor megtorpedózták a süllyedő csapatszállító hajót vagy a magát megadni próbáló német tengeralattjárót. A Máltával kapcsolatos elképzelések még 1939-ben is képlékenyek voltak, nem épültek óvóhelyek, nem voltak stratégiai élelmiszer-tartalékok. Máltának csupán 42 légvédelmi ütege, néhány reflektora és egy radarállomása volt. Négy repülőtérre (Ħal Luqa, Ħal Far, Ta’ Qali és a kalafranai hidroplántámaszpont) négy repülőgépe volt.

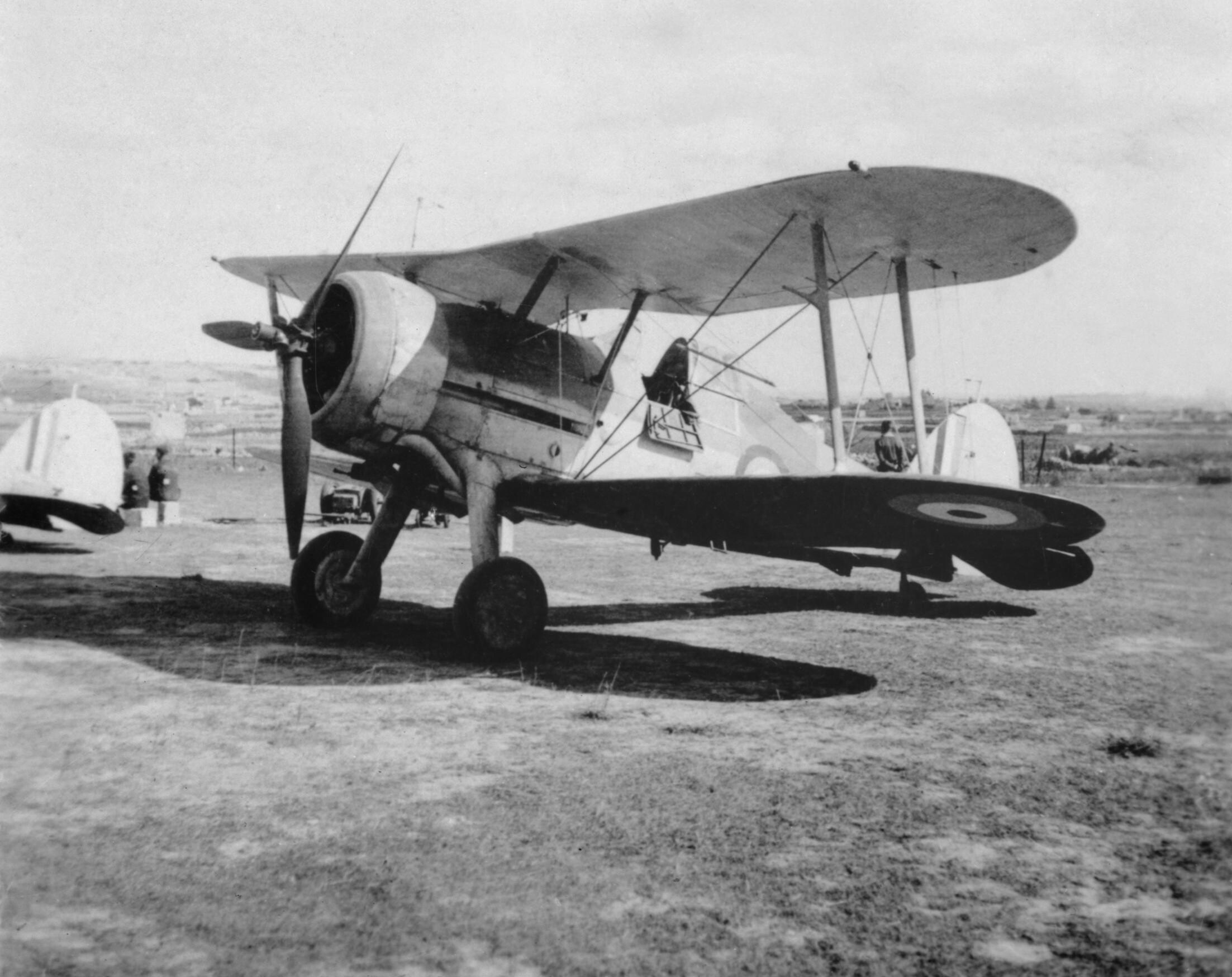
Az N5520 számú Gloster Sea Gladiator Mark I (Faith) Ta’ Qali repülőterén. Ez az egyetlen fennmaradt Gladiator

A harcok Olaszország hadba lépése (1940. június 10.) után kezdődtek el. Első nap máris sikerült lelőni egy bombázót, ám az egyik Sea Gladiator is javíthatatlan károkat szenvedett, így csak három repülőgép maradt a Brit Királyi Légierő kötelékében. Ez ugyan nem volt elég a Szicíliában állomásozó 200 olasz repülővel szemben, de rákényszeríthette őket, hogy magasabbról – és így pontatlanabbul – bombázzanak. A pilóták hatékonyságáról árulkodik az a tény is, hogy egy olasz hivatalnok Málta védelmi erejét 25 repülőre becsülte. De a repülők jelentősége pszichológiai is volt: az ostromlott sziget egyetlen lehetősége, hogy védekezzen. Június végén négy, júliusban újabb tizenkét Hurricane vadásszal sikerült megerősíteni a légtér védelmét, Alexandriából pedig Sunderland hidroplánok érkeztek a tengeralattjárók elleni harchoz. Nemsokára már Wellington bombázók indultak Máltáról szicíliai célpontok ellen.

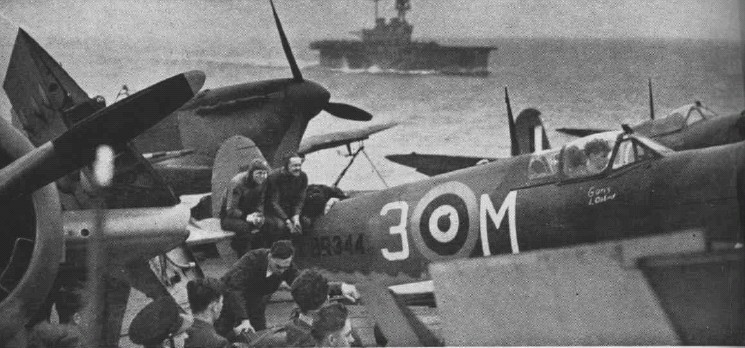
Spitfire vadászok útban Málta felé a USS Wasp fedélzetén

Decemberben a britek afrikai előretörése meggyőzte a németeket, hogy az olaszok nem elég erősek a harchoz, így szicíliai bázisokról elkezdték bombázni az afrikai brit csapatokat és Málta támaszpontjait. 1941 januárjában a Grand Harbour körüli városok hatalmas károkat szenvedtek, amikor a német X. Légi Hadtest a kikötőben megpróbálta elsüllyeszteni a HMS Illustrious repülőgép-hordozót, az alaposan megrongált hajónak azonban sikerült Amerikába menekülnie javításra. Görögország és Kréta lerohanása után (1941. május) Málta helyzete még bizonytalanabbá vált: az Erwin Rommelt támogató repülőrajok szinte ellenállás nélkül szelték át a Földközi-tengert, a flotta pedig megtizedelte a Málta ellátását biztosító szállítmányokat. A Luftwaffe keleti frontra irányításával (június 22.) a helyzet enyhült. Ez év nyarán Máltára érkezett Sir Hugh Lloyd repülőmarsall, és a földi bázisok fejlesztésébe fogott. Addig alig volt megfelelő tárolóhely és személyzet, az üzemanyagot is a kifutópálya mellett, szabad ég alatt tárolták, és nem voltak óvóhelyek. Lloyd átszervezte a repülőtereket, több kifutópályát és hangárokat építtetett, radart telepíttetett, és a Hurricane-eket felkészítették éjszakai bevetésre. Ezek az előkészületek a háború közepén rettenetes összegekbe kerültek, de ezzel a légierő hatékonysága jelentősen megnőtt.
A haditengerészet az első szerencsétlenség – négyből három tengeralattjárót elvesztettek, miután túl hamar jöttek felszínre – után jelentős sikereket ért el. Az HMS Upholder a kitűnő Malcolm David Wanklyn parancsnoksága alatt egymaga 94 900 tonnányi utánpótlást süllyesztett el. Július 26-án az olasz flotta a Grand Harbourban kísérelt meg vakmerő támadást a kikötött hajók ellen, ám nem sikerült belopakodniuk a kikötőbe, és a máltai parti tüzérség (a mai máltai haderő elődje) megsemmisítő ágyútűzzel válaszolt, a néhány megmenekült hajót a légierő pusztította el. Rommel sikerei után a németek már afrikai repülőterekről is támadhatták a Máltát ellátó konvojokat.

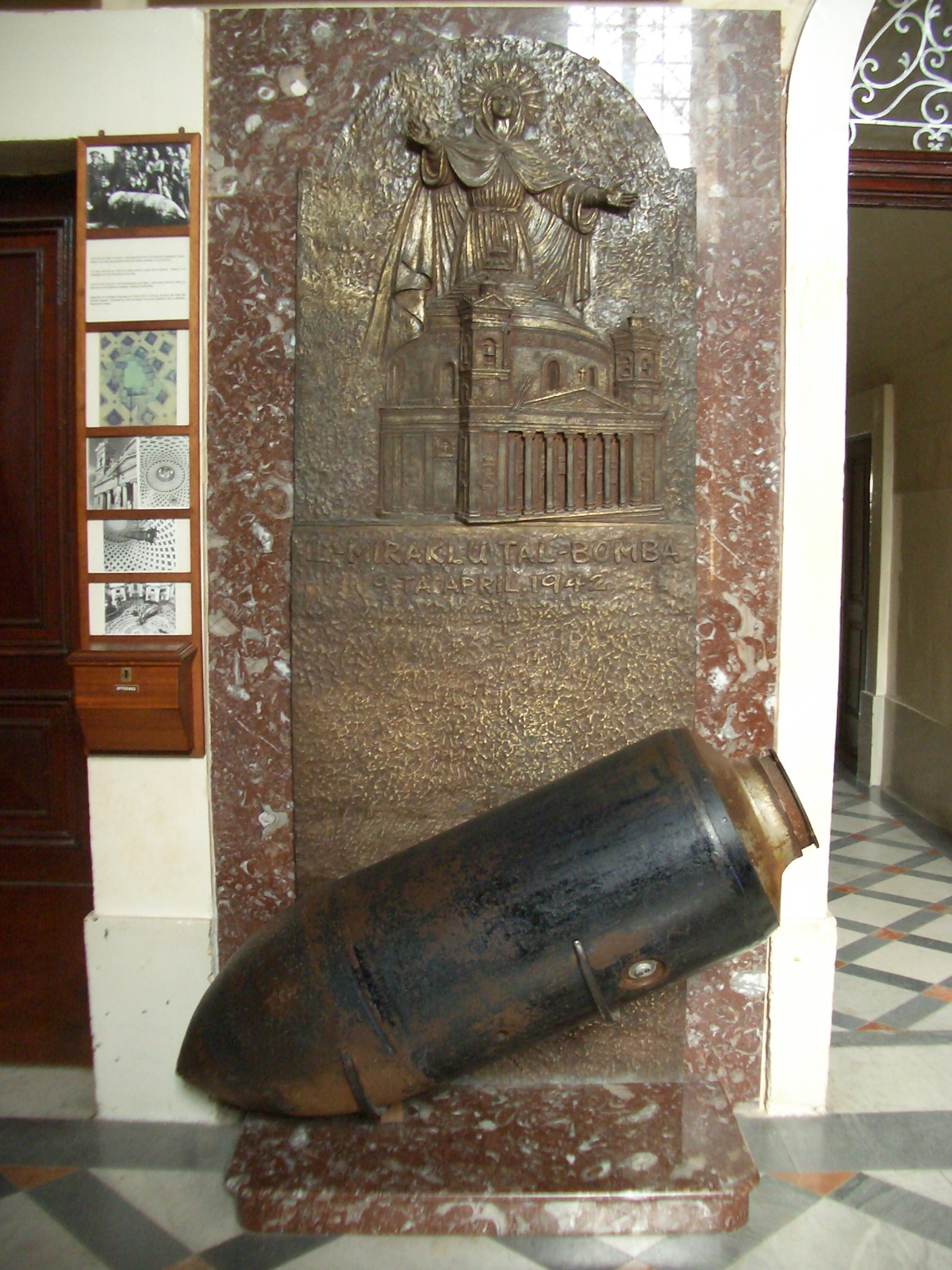
Annak a bombának a másolata, amelyik 1942-ben a mostai Rotundába zuhant, de nem robbant fel

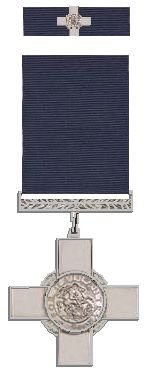
A György-kereszt

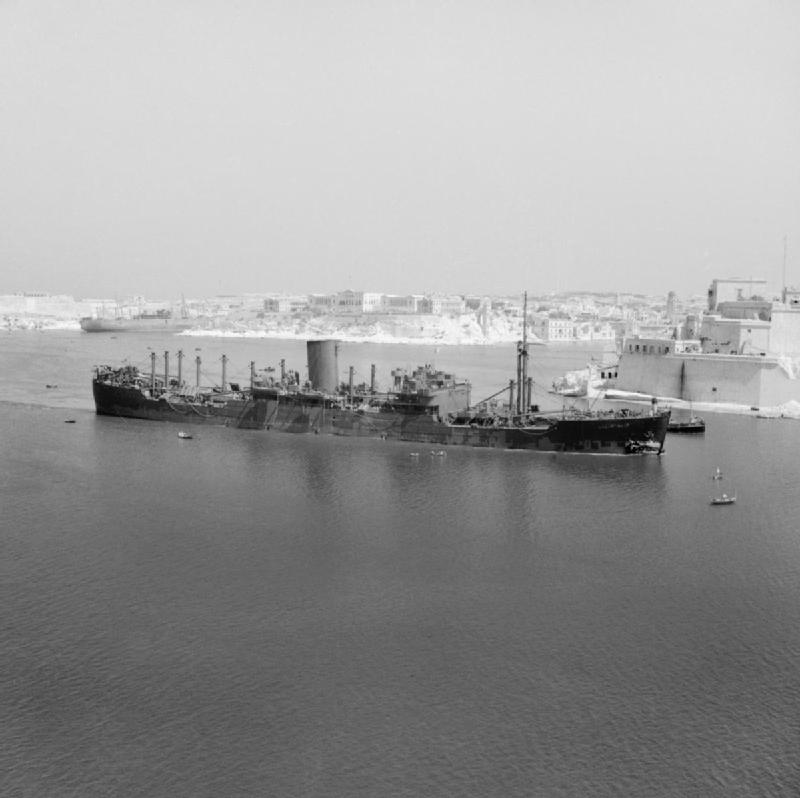
A Brisbane Star, a „Szűz Mária-konvoj” öt hajójának egyike megérkezik a Grand Harbourba. A hajó torpedótalálatot kapott, elszakadt a konvojtól, de sikerült megérkeznie Máltára

1942 elejétől Máltát szinte naponta érte légicsapás. Eközben a belső problémák is kiéleződtek. Február-március során Sir William Dobbie kormányzó 42 személyt – köztük Enrico Mizzit – olaszpárti véleményük miatt Ugandába deportáltatott, és bár áprilisban a bíróság kimondta, hogy a deportálás törvénytelen volt, a deportáltakat nem vitték vissza Máltára. Ez a hónap volt a legszörnyűbb bombázások időszaka, a németek egy hónap alatt 6700 tonna bombát dobtak a szigetre. Bomba zuhant a Királyi Operaházra, a Mosta Dome-ra. 1942. április 15-én György király az általa alapított György-kereszttel tüntette ki Málta népét. A németek májusra tervezték a máltai partraszállást, ám az végül sosem történt meg, mivel a máltai partokon komoly akadályokat építettek ki, és a Messerschmitt Bf 109-esek ellen a Máltára helyezett Spitfire vadászok végre megfelelőnek bizonyultak. Az ellátás továbbra is akadozott, a konvojok ritkán érték el a szigeteket. Máltán minden ehetőt felhasználtak, a szigetek hatalmas kecskenyájait levágták. Amikor augusztus 15-én végül az Operation Pedestal nevű akcióban részt vevő konvoj maradványa (mindössze öt szétlőtt hajó, a konvoj egyharmada) behajózott a Grand Harbourba, a máltaiak a városfalakról üdvözölték őket, erre a szállítmányra máig a „Szűz Mária-konvoj”-ként emlékeznek. Októberre a Máltán állomásozó légierő uralta a légteret, és Észak-Afrika ellenőrzéséhez is hozzájárulhatott. Málta elfoglalására sosem került sor, főként azért, mert a németek folyton változtattak elképzeléseiken. A legegyszerűbb talán egy partraszállás lett volna Gozón vagy Észak-Maltán, bár ez is jelentős veszteségekkel járt volna. Azonban a tervek állandó változtatása, valamint a légierő többszöri átirányítása más frontokra ezt nem tette lehetővé. Málta így is jelentős károkat szenvedett a bombázásokban, mivel a katonai célpontok rendkívül koncentráltan helyezkedtek el, ami kedvezett a bombázóknak. Az óvóhelyeknek jó alapot biztosított a kemény globigerinás mészkő, és hamarosan 165 000 ember és sok üzem számára volt hely a föld alatt.
Év végére a szigeteken megszűntek a harci cselekmények, bár a szicíliai partraszállás egyik bázisa Málta maradt. A következő év elejére sikerült megfelelő ellátást biztosítani a szigetek számára. 1943-ban Sir Bernard Montgomery tábornok itt kezdte tervezni Olaszország megszállását, Gozón az amerikai hadsereg 18 nap alatt új repülőteret is épített. Júliusra Dwight D. Eisenhower tábornok vezetésével 2760 hajó gyűlt Máltára a tervezett invázióhoz, ám a sziget nem volt elég nagy, hogy a teljes inváziós sereget befogadja. Végül azonban sikerült elegendő területet elfoglalni Szicíliában ahhoz, hogy az akció onnan folytatódjon. Szeptember 29-én Vallettában aláírták az olasz flotta megadását. 1945. január 30. és február 3. között Vallettában találkozott Franklin D. Roosevelt amerikai elnök és Winston Churchill brit miniszterelnök, hogy előkészítsék a Szovjetunióval folytatandó tárgyalásokat. Márciusban a deportáltakat is hazaszállították Ugandából. A háború a megfelelő óvóhelyeknek köszönhetően mindössze 1500 polgári áldozatot követelt Máltán, közülük sokan a városoktól távol, földjeiken vagy az üzemekben dolgozók voltak, illetve a szétbombázott Royal Lady kompon tartózkodtak. 35 000 lakás vált lakhatatlanná, és a Grand Harbour-környéki városok lakossága a töredékére esett vissza. A háború utáni brit segély újabb fellendülést hozott a szigeten, bár a gazdaság ezúttal sem vált függetlenné a külső anyagi forrásoktól.

### A világháborútól a függetlenségig (1945–1964)
A háború után ismét a belpolitika került napirendre. Az éveken át gyárban dolgozó egykori földművesek aktívabban vettek részt az ország újjáépítésében és a közéletben. Hosszú viták után 1945-ben a nők először választhattak és voltak választhatók. Az újjáépítés keretében a szigeteken kiépült a tömegközlekedés, elektromos, víz- és csatornahálózat, teret nyertek a kisvállalkozások, és ez szociális és politikai változásokhoz vezetett. 1946-ban megalakult a nemzetgyűlés, bevezették a kötelező iskolai oktatást. 1947-ben újra alkotmányt kapott az ország, és a választásokon a Paul Boffa vezette Munkáspárt került hatalomra. Két év múlva azonban a kormány – Boffa és egyik minisztere, Dom Mintoff nézeteltérései miatt – feloszlott. Az 1950-es választásokon Enrico Mizzi és a Nemzeti Párt szerzett minimális többséget, de Mizzi még abban az évben meghalt, a kisebbségi kormány 1951-ben megszűnt.
Eközben a már a század eleje óta tapasztalható kivándorlás tömeges méreteket öltött, és 1954-ben évi 11 447 fővel tetőzött. A legnagyobb befogadó országok Ausztrália, Nagy-Britannia, Kanada és az Amerikai Egyesült Államok voltak. A világháború óta több mint százötvenezren hagyták el az anyaországot. Bár lassan ugyan, de megindult a visszavándorlási folyamat is, nagyjából minden negyedik kivándorló hazatért, ám volt, aki ezután újra útnak indult. A kivándorlás oka főleg a túlnépesedés volt: ha a folyamat nem öltött volna ekkora méreteket, a máltai szigetek lakossága mára bőven hatszázezer fölött lenne.
Két újabb választás után 1955-ben Dom Mintoff került a miniszterelnöki székbe, és azonnal tárgyalásokat kezdett a britekkel Málta csatlakozásáról az Egyesült Királysághoz. Ellenfele, Ġorġ Borġ Olivier, a domíniumi státus mellett foglalt állást, és a katolikus egyház is a csatlakozás ellen volt, hiszen féltette Máltát attól, hogy egy hivatalosan protestáns ország része legyen. A népszavazáson – több bojkottfelhívás után – a szavazóknak csak 40%-a jelent meg, bár 75%-uk támogatta a kezdeményezést. Eközben 1957-ben Nagy-Britannia bezáratta máltai dokkjait, rengetegen maradtak munka nélkül. Miután a két fél bizonytalansága miatt elhidegült a viszony a két ország között, válaszul Nagy-Britannia közvetlen gyarmati uralom alá helyezte a szigeteket, Máltán megszűnt a munkáspárti kormány. 1959-ben Málta új alkotmányt kapott (Interim Constitution), amelynek értelmében a birodalmi ügyeket leszámítva teljes függetlenséget élvezett. 1962-ben aztán Ġorġ Borġ Olivier és a Nemzeti Párt került hatalomra, és azonnal tárgyalást kezdeményezett Nagy-Britanniával Málta teljes függetlenségéről. Miután a tárgyalásokon mindkét nagy párt (ez a szavazók 70%-át jelentette) támogatta a függetlenséget, a britek végül beleegyeztek. 1964. szeptember 21-én Málta független ország lett.

## A független Málta (1964 óta)

A független Málta címere

A függetlenné válás után nem szakadt meg minden kapcsolat az anyaországgal: Málta a Nemzetközösség tagja lett, államfője továbbra is II. Erzsébet volt, akit a főkormányzó (Governor General) képviselt. Nagy-Britannia anyagi segítséget nyújtott az induláshoz, valamint kölcsönös védelmi és segítségnyújtási egyezményt írtak alá, és a britek a kikötők további használatáért 10 év alatt 50 millió fontot fizettek (75%-a ajándékként, 25%-a hitelként érkezett). Tervek készültek a gazdaság különböző ágainak erősítésére: kis kézművescégek betelepítésével, a szárazdokkok kereskedelmi központtá alakításával, az idegenforgalmi ágazat fejlesztésével (1966) - amit a polgári repülőtér megnyitása (1958) is elősegített - és a hagyományos földművelés és halászat támogatásával.
A függetlenség kikiáltása után december 1-jén Málta az ENSZ, 1965-től az Európa Tanács, 1970-től az Európai Gazdasági Közösség társult tagja lett. Ezekben az években alakult meg a Máltai Haderő. 1971-ben eltörölték a halálbüntetést. Ebben az évben Sir Anthony Mamo lett az első máltai származású főkormányzó. Az átalakítás Dom Mintoff kormányra kerülése után is folytatódott. Mintoff bejelentette, hogy vagy módosítják a kétoldalú egyezményeket Nagy-Britanniával, vagy felmondja azokat. Hosszú tárgyalások után a britek és a NATO beleegyezett egy hétéves, évi 14 millió fontról szóló szerződésbe. A cél a máltai gazdaság függetlenítése volt. Ekkor vezették be a decimális monetáris rendszert és a lírát: 1 máltai líra ért 100 centet vagy 1000 milt. A milt 1994-ben kivonták a forgalomból. 1973-ban létrejött az állami légitársaság, az Air Malta.

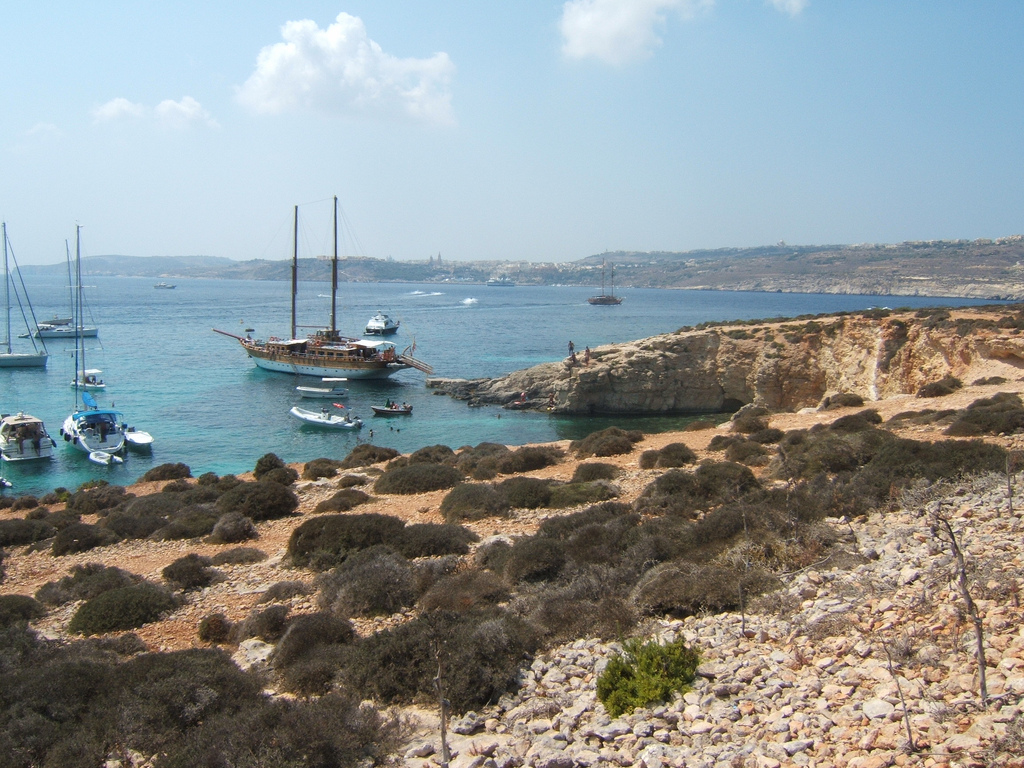
Turistahajók Comino partjainál, a háttérben Gozo

1974. december 13-án életbe lépett a módosított alkotmány, Málta köztársasággá alakult, ötévente választott köztársasági elnökkel. Első elnöke az addigi főkormányzó, Sir Anthony Mamo lett. Ennek ellenére az ország a Nemzetközösség tagja maradt. Dom Mintoff új gazdaságfejlesztési tervet dolgozott ki, amely még inkább igyekezett függetleníteni Máltát a külföldi tőke beáramlásától, és mindezt szociális kontextusba helyezte. Máltai kézbe vette a szárazdokkokat, és kínai segítséggel jelentős fejlesztésekbe fogott. A legnagyobb fellendülést mégis a turizmus hozta, erre jó hatással voltak az ekkor még szoros kapcsolatok Nagy-Britanniával. 1979. március 31-én, a Dom Mintoff-fal kötött szerződés lejártával, a brit hadsereg 180 év után elhagyta Máltát. Az 1981-es választásokat a Munkáspárt nyerte, ám a parlamentben még egyszerű többsége sem volt. Ezután úgy változtatták meg a választási törvényt, hogy a győztesnek szavazatszámtól függetlenül biztosítsa az egyszerű többséget. 1983-ban Olaszországban aláírták a Málta semlegességéről szóló dokumentumot, ezt 1987-ben az alkotmányban is rögzítették. Ugyanebben az évben megalakult a Gozóért felelős önálló minisztérium.
1980-ban az UNESCO felvette a világörökségi listára Valletta városát, a Ġgantija templomegyüttest, valamint a Ħal Saflieni-i hipogeumot. 1992-ben újabb öt templomot (Tarxien, Mnajdra, Ħaġar Qim, Ta' Ħaġrat, Ta' Skorba) nyilvánítottak a világörökség részévé, Málta megalitikus templomai néven. Ezek kedvelt turisztikai célponttá teszik az országot. 1989-ben a máltai lovagrend első ízben gyűlt össze Máltán 1798-as elűzése óta. Ugyanebben az évben az ország szovjet–amerikai tárgyalásoknak adott otthont. 1990-ben kérte felvételét teljes jogú tagként az Európai Unióba.

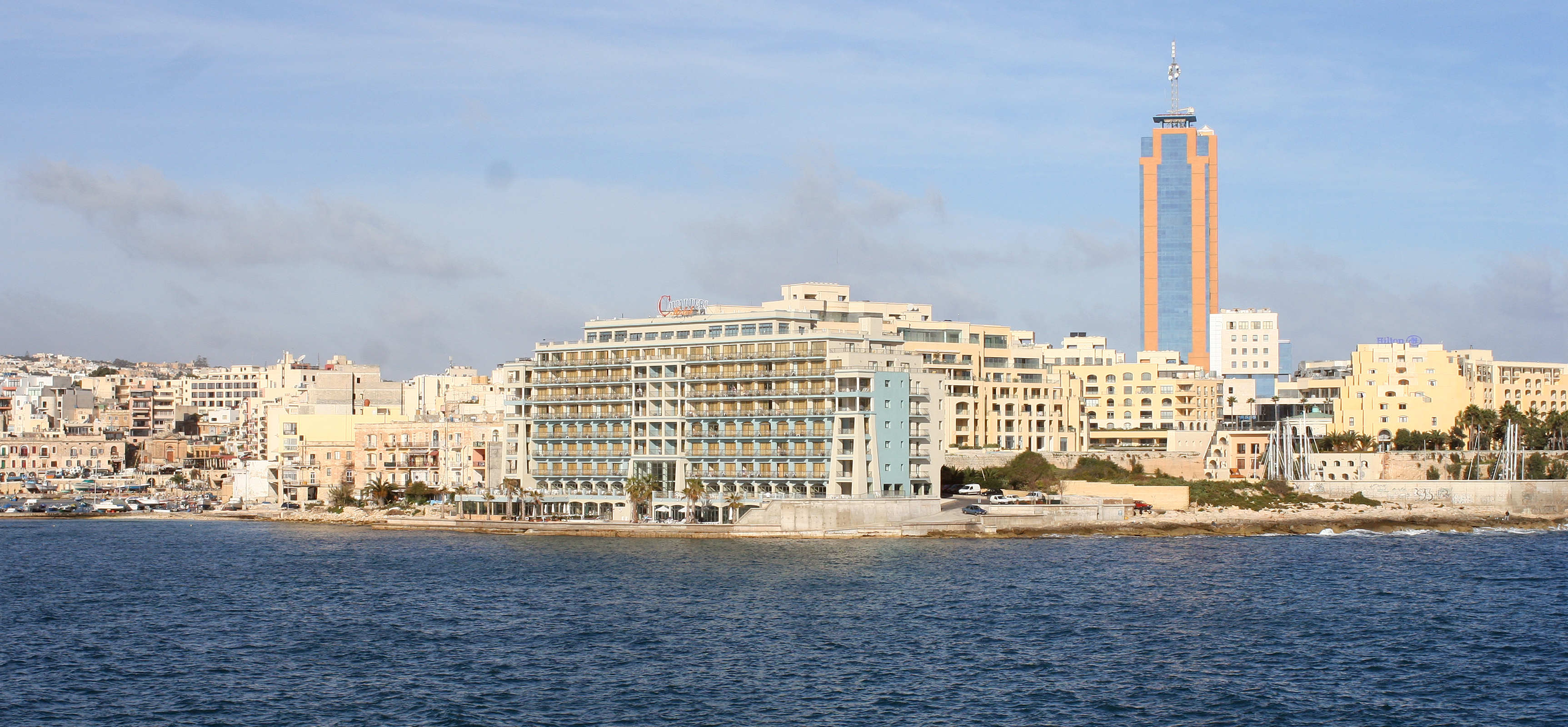
A megújuló San Ġiljan, jobbra a Portomaso Tower

1993-ban Máltán újra létrehozták a helyi önkormányzatokat, az országot 68 helyi tanácsra osztották. Az utóbbi évtizedekben egyre több település alakított ki testvérvárosi kapcsolatokat, döntő többségében olaszországi településekkel. Kilenc évi kormányzás után 1996-ban a Nemzeti Párt ellenzékbe kényszerült, az új kormányfő, Alfred Sant azonnal leállíttatta Málta csatlakozási tárgyalásait, és felfüggesztette részvételét a NATO Partnerség a békéért programjában. Mindössze két év múlva azonban újra a Nemzeti Párt került kormányra. A csatlakozási tárgyalásokat felújították, és 2004. május 1-jén Málta az Európai Unió teljes jogú tagja lett, 2008. január 1-jén pedig bevezette az eurót.
A kulturális fellendülés első jele a filmipar megjelenése volt: az 1979-es Popeye és az 1999-es Gladiátor című film forgatása óta Málta – főként a Ricasoli erőd – több nagy költségvetésű film forgatási helyszíne lett.
Az Unióhoz csatlakozva a máltai nyelv hivatalos nyelvvé lépett elő, az ezzel járó fordítási kötelezettségek hatalmas fejlődést hoztak az írott nyelvben. A vallás terén az évtized legnagyobb eseményei voltak az első máltai szent, Dun Ġorġ Preca kanonizálása 2007-ben, illetve a 2010-ben újra feléledő vita a válás engedélyezéséről.
2009-ben először fordult elő, hogy Ġorġ Abela személyében a kormány ellenzéki politikust választott államfővé. 2010-ben változott a közigazgatás, egy januári kormánydöntés értelmében 16 településrész részlegesen független, ún. minitanácsot kapott, ezekben március 27-én és június 5-én választották a képviselőket. 2010. május 18-ától Valletta ad otthont az újonnan létrehozott Európai Menekültügyi Támogatási Hivatalnak (European Asylum Support Office).
2011 februárjában Málta - földrajzi közelsége miatt is - jelentős szerephez jutott a líbiai polgárháború idején mint az evakuáció egyik bázisa, az Egyesült Államok és Nagy-Britannia is bérelt máltai hajókat állampolgárai evakuálásához, de két dezertált líbiai ezredes is ide menekült Mirage F1 vadászgépével. 2011. tavaszán sor került a sokat vitatott népszavazásra is a válás bevezetéséről, ahol a támogatók kis arányú győzelme után (53%-47%) júliusban a parlament meghozta a szükséges törvényt, és ez ugyanezen év októberében életbe is lépett. 2013. március 9-én lezajlott a parlamenti választás, ahol 1996 után újra a Munkáspárt tudott nyerni, így 15 év után újra kormányra került.

## Kapcsolódó oldalak
- Málta államfőinek listája
- Málta miniszterelnökeinek listája
- Málta megalitikus templomai
- Gozo megalitikus építményei

## Ajánlott irodalom
- Bruce, M. W.. Malta, a geographical monograph (angol nyelven). Malta: Progress Press Co. (1965)
- Evans, J. D.. Prehistoric antiquities of the Maltese Islands (angol nyelven) (1971)
- Gardiner, Robert. Nelson against Napoleon (angol nyelven). Caxton Editions (2001). ISBN 0-86176-026-4: Adatok találhatók Málta ostromáról is.
- Luttrell, Anthony Dr. (szerk.). Medieval Malta: Studies on Malta before the Knights (angol nyelven) (1975)
- Roger Crowley: Tengeri birodalmak: A kereszténység és az iszlám harca a Földközi-tenger feletti uralomért (1521-1580). Ford: Varga Benjámin. Budapest: Park. 2013.  ISBN 978-963-355-044-1